# Оперная партия Морфи
Оперная партия Морфи (англ. The Opera Game, фр. Partie de l'opéra) — знаменитая шахматная партия, сыгранная в 1858 году между американским шахматистом Полом Морфи и двумя любителями — герцогом Карлом Брауншвейгским (низложенным в Брауншвейге в 1830 году и с тех пор жившим в Париже) и французским аристократом графом Изуаром, которые играли, советуясь друг с другом. Морфи выиграл партию в поучительной манере. Партия часто используется учителями шахмат для демонстрации важности быстрого развития собственных фигур, а также для других уроков.

## История
Герцог часто приглашал Морфи в Театр итальянской оперы в Париже (по другим данным, партия была сыграна в Опера Ле Пелетье), где у него была частная ложа, расположенная так близко к сцене, что «любой мог поцеловать примадонну без всяких проблем». Там у Его Высочества всегда имелась под рукой шахматная доска, поскольку он был в равной степени любителем шахмат и оперы. Морфи сильно увлекался музыкой и оперой. Он с нетерпением ждал оперы «Норма», которую играли в его первый визит. Но герцог, который уже видел этот спектакль множество раз, уговорил Морфи сыграть в шахматы, хотя тому пришлось, заняв место за доской, повернуться спиной к сцене.
Во время партии двое играющих против американского гения так громко совещались, обсуждая свои ходы, что привлекли внимание артистов. Певица Розина Пенко, исполнявшая партию друидской жрицы в «Норме», постоянно поглядывала на ложу герцога, стараясь понять, что же там происходит. По словам секретаря Морфи Ф. Эджа, в этой обстановке возникало впечатление, будто хор друидов, призывающих огонь и кровь на головы врагов-римлян, адресован находящимся в герцогской ложе.
Сомнительно, однако, чтобы отвлекающиеся оперные певцы могли достаточно хорошо разглядеть сидящих в ложе. Забавно, что Морфи сыграл эту блистательную партию, пытаясь хоть краешком глаза следить за действом на сцене, хотя сидел к ней спиной, в то время как исполнители силились хоть немного увидеть, что происходит в ложе герцога, за спиной Морфи.

## Ходы
1. e4 e5 2. Кf3 d6
Играется защита Филидора. Это солидный дебют, но немного пассивный. Кроме того, он игнорирует важность поля d4.
3. d4 Сg4
Хотя ход 3… Сg4 сегодня рассматривается как не самый сильный, это был стандартный ход, предлагаемый шахматной теорией в то время. Сейчас обычны продолжения 3…ed или 3…Кf6. Возможно также 3…Кd7.
4. d4:e5 С:f3
Если … de, тогда 5. Ф:d8+ Кр: d8 6. К:e5 и белые выигрывают пешку и лишают чёрных рокировки. Чёрные, однако, имеют вариант 4…Кd7 5.ed С:d6, где они проигрывают пешку, но имеют некоторую компенсацию в виде более хорошего развития.
|   | a | b | c | d | e | f | g | h |   |
| - | --- | --- | --- | --- | --- | --- | --- | --- | - |
| 8 | a8 чёрная ладья · b8 чёрный конь · e8 чёрный король · f8 чёрный слон · h8 чёрная ладья · a7 чёрная пешка · b7 чёрная пешка · c7 чёрная пешка · e7 чёрный ферзь · f7 чёрная пешка · g7 чёрная пешка · h7 чёрная пешка · f6 чёрный конь · e5 чёрная пешка · c4 белый слон · e4 белая пешка · b3 белый ферзь · a2 белая пешка · b2 белая пешка · c2 белая пешка · f2 белая пешка · g2 белая пешка · h2 белая пешка · a1 белая ладья · b1 белый конь · c1 белый слон · e1 белый король · h1 белая ладья | a8 чёрная ладья · b8 чёрный конь · e8 чёрный король · f8 чёрный слон · h8 чёрная ладья · a7 чёрная пешка · b7 чёрная пешка · c7 чёрная пешка · e7 чёрный ферзь · f7 чёрная пешка · g7 чёрная пешка · h7 чёрная пешка · f6 чёрный конь · e5 чёрная пешка · c4 белый слон · e4 белая пешка · b3 белый ферзь · a2 белая пешка · b2 белая пешка · c2 белая пешка · f2 белая пешка · g2 белая пешка · h2 белая пешка · a1 белая ладья · b1 белый конь · c1 белый слон · e1 белый король · h1 белая ладья | a8 чёрная ладья · b8 чёрный конь · e8 чёрный король · f8 чёрный слон · h8 чёрная ладья · a7 чёрная пешка · b7 чёрная пешка · c7 чёрная пешка · e7 чёрный ферзь · f7 чёрная пешка · g7 чёрная пешка · h7 чёрная пешка · f6 чёрный конь · e5 чёрная пешка · c4 белый слон · e4 белая пешка · b3 белый ферзь · a2 белая пешка · b2 белая пешка · c2 белая пешка · f2 белая пешка · g2 белая пешка · h2 белая пешка · a1 белая ладья · b1 белый конь · c1 белый слон · e1 белый король · h1 белая ладья | a8 чёрная ладья · b8 чёрный конь · e8 чёрный король · f8 чёрный слон · h8 чёрная ладья · a7 чёрная пешка · b7 чёрная пешка · c7 чёрная пешка · e7 чёрный ферзь · f7 чёрная пешка · g7 чёрная пешка · h7 чёрная пешка · f6 чёрный конь · e5 чёрная пешка · c4 белый слон · e4 белая пешка · b3 белый ферзь · a2 белая пешка · b2 белая пешка · c2 белая пешка · f2 белая пешка · g2 белая пешка · h2 белая пешка · a1 белая ладья · b1 белый конь · c1 белый слон · e1 белый король · h1 белая ладья | a8 чёрная ладья · b8 чёрный конь · e8 чёрный король · f8 чёрный слон · h8 чёрная ладья · a7 чёрная пешка · b7 чёрная пешка · c7 чёрная пешка · e7 чёрный ферзь · f7 чёрная пешка · g7 чёрная пешка · h7 чёрная пешка · f6 чёрный конь · e5 чёрная пешка · c4 белый слон · e4 белая пешка · b3 белый ферзь · a2 белая пешка · b2 белая пешка · c2 белая пешка · f2 белая пешка · g2 белая пешка · h2 белая пешка · a1 белая ладья · b1 белый конь · c1 белый слон · e1 белый король · h1 белая ладья | a8 чёрная ладья · b8 чёрный конь · e8 чёрный король · f8 чёрный слон · h8 чёрная ладья · a7 чёрная пешка · b7 чёрная пешка · c7 чёрная пешка · e7 чёрный ферзь · f7 чёрная пешка · g7 чёрная пешка · h7 чёрная пешка · f6 чёрный конь · e5 чёрная пешка · c4 белый слон · e4 белая пешка · b3 белый ферзь · a2 белая пешка · b2 белая пешка · c2 белая пешка · f2 белая пешка · g2 белая пешка · h2 белая пешка · a1 белая ладья · b1 белый конь · c1 белый слон · e1 белый король · h1 белая ладья | a8 чёрная ладья · b8 чёрный конь · e8 чёрный король · f8 чёрный слон · h8 чёрная ладья · a7 чёрная пешка · b7 чёрная пешка · c7 чёрная пешка · e7 чёрный ферзь · f7 чёрная пешка · g7 чёрная пешка · h7 чёрная пешка · f6 чёрный конь · e5 чёрная пешка · c4 белый слон · e4 белая пешка · b3 белый ферзь · a2 белая пешка · b2 белая пешка · c2 белая пешка · f2 белая пешка · g2 белая пешка · h2 белая пешка · a1 белая ладья · b1 белый конь · c1 белый слон · e1 белый король · h1 белая ладья | a8 чёрная ладья · b8 чёрный конь · e8 чёрный король · f8 чёрный слон · h8 чёрная ладья · a7 чёрная пешка · b7 чёрная пешка · c7 чёрная пешка · e7 чёрный ферзь · f7 чёрная пешка · g7 чёрная пешка · h7 чёрная пешка · f6 чёрный конь · e5 чёрная пешка · c4 белый слон · e4 белая пешка · b3 белый ферзь · a2 белая пешка · b2 белая пешка · c2 белая пешка · f2 белая пешка · g2 белая пешка · h2 белая пешка · a1 белая ладья · b1 белый конь · c1 белый слон · e1 белый король · h1 белая ладья | 8 |
| 7 | a8 чёрная ладья · b8 чёрный конь · e8 чёрный король · f8 чёрный слон · h8 чёрная ладья · a7 чёрная пешка · b7 чёрная пешка · c7 чёрная пешка · e7 чёрный ферзь · f7 чёрная пешка · g7 чёрная пешка · h7 чёрная пешка · f6 чёрный конь · e5 чёрная пешка · c4 белый слон · e4 белая пешка · b3 белый ферзь · a2 белая пешка · b2 белая пешка · c2 белая пешка · f2 белая пешка · g2 белая пешка · h2 белая пешка · a1 белая ладья · b1 белый конь · c1 белый слон · e1 белый король · h1 белая ладья | a8 чёрная ладья · b8 чёрный конь · e8 чёрный король · f8 чёрный слон · h8 чёрная ладья · a7 чёрная пешка · b7 чёрная пешка · c7 чёрная пешка · e7 чёрный ферзь · f7 чёрная пешка · g7 чёрная пешка · h7 чёрная пешка · f6 чёрный конь · e5 чёрная пешка · c4 белый слон · e4 белая пешка · b3 белый ферзь · a2 белая пешка · b2 белая пешка · c2 белая пешка · f2 белая пешка · g2 белая пешка · h2 белая пешка · a1 белая ладья · b1 белый конь · c1 белый слон · e1 белый король · h1 белая ладья | a8 чёрная ладья · b8 чёрный конь · e8 чёрный король · f8 чёрный слон · h8 чёрная ладья · a7 чёрная пешка · b7 чёрная пешка · c7 чёрная пешка · e7 чёрный ферзь · f7 чёрная пешка · g7 чёрная пешка · h7 чёрная пешка · f6 чёрный конь · e5 чёрная пешка · c4 белый слон · e4 белая пешка · b3 белый ферзь · a2 белая пешка · b2 белая пешка · c2 белая пешка · f2 белая пешка · g2 белая пешка · h2 белая пешка · a1 белая ладья · b1 белый конь · c1 белый слон · e1 белый король · h1 белая ладья | a8 чёрная ладья · b8 чёрный конь · e8 чёрный король · f8 чёрный слон · h8 чёрная ладья · a7 чёрная пешка · b7 чёрная пешка · c7 чёрная пешка · e7 чёрный ферзь · f7 чёрная пешка · g7 чёрная пешка · h7 чёрная пешка · f6 чёрный конь · e5 чёрная пешка · c4 белый слон · e4 белая пешка · b3 белый ферзь · a2 белая пешка · b2 белая пешка · c2 белая пешка · f2 белая пешка · g2 белая пешка · h2 белая пешка · a1 белая ладья · b1 белый конь · c1 белый слон · e1 белый король · h1 белая ладья | a8 чёрная ладья · b8 чёрный конь · e8 чёрный король · f8 чёрный слон · h8 чёрная ладья · a7 чёрная пешка · b7 чёрная пешка · c7 чёрная пешка · e7 чёрный ферзь · f7 чёрная пешка · g7 чёрная пешка · h7 чёрная пешка · f6 чёрный конь · e5 чёрная пешка · c4 белый слон · e4 белая пешка · b3 белый ферзь · a2 белая пешка · b2 белая пешка · c2 белая пешка · f2 белая пешка · g2 белая пешка · h2 белая пешка · a1 белая ладья · b1 белый конь · c1 белый слон · e1 белый король · h1 белая ладья | a8 чёрная ладья · b8 чёрный конь · e8 чёрный король · f8 чёрный слон · h8 чёрная ладья · a7 чёрная пешка · b7 чёрная пешка · c7 чёрная пешка · e7 чёрный ферзь · f7 чёрная пешка · g7 чёрная пешка · h7 чёрная пешка · f6 чёрный конь · e5 чёрная пешка · c4 белый слон · e4 белая пешка · b3 белый ферзь · a2 белая пешка · b2 белая пешка · c2 белая пешка · f2 белая пешка · g2 белая пешка · h2 белая пешка · a1 белая ладья · b1 белый конь · c1 белый слон · e1 белый король · h1 белая ладья | a8 чёрная ладья · b8 чёрный конь · e8 чёрный король · f8 чёрный слон · h8 чёрная ладья · a7 чёрная пешка · b7 чёрная пешка · c7 чёрная пешка · e7 чёрный ферзь · f7 чёрная пешка · g7 чёрная пешка · h7 чёрная пешка · f6 чёрный конь · e5 чёрная пешка · c4 белый слон · e4 белая пешка · b3 белый ферзь · a2 белая пешка · b2 белая пешка · c2 белая пешка · f2 белая пешка · g2 белая пешка · h2 белая пешка · a1 белая ладья · b1 белый конь · c1 белый слон · e1 белый король · h1 белая ладья | a8 чёрная ладья · b8 чёрный конь · e8 чёрный король · f8 чёрный слон · h8 чёрная ладья · a7 чёрная пешка · b7 чёрная пешка · c7 чёрная пешка · e7 чёрный ферзь · f7 чёрная пешка · g7 чёрная пешка · h7 чёрная пешка · f6 чёрный конь · e5 чёрная пешка · c4 белый слон · e4 белая пешка · b3 белый ферзь · a2 белая пешка · b2 белая пешка · c2 белая пешка · f2 белая пешка · g2 белая пешка · h2 белая пешка · a1 белая ладья · b1 белый конь · c1 белый слон · e1 белый король · h1 белая ладья | 7 |
| 6 | a8 чёрная ладья · b8 чёрный конь · e8 чёрный король · f8 чёрный слон · h8 чёрная ладья · a7 чёрная пешка · b7 чёрная пешка · c7 чёрная пешка · e7 чёрный ферзь · f7 чёрная пешка · g7 чёрная пешка · h7 чёрная пешка · f6 чёрный конь · e5 чёрная пешка · c4 белый слон · e4 белая пешка · b3 белый ферзь · a2 белая пешка · b2 белая пешка · c2 белая пешка · f2 белая пешка · g2 белая пешка · h2 белая пешка · a1 белая ладья · b1 белый конь · c1 белый слон · e1 белый король · h1 белая ладья | a8 чёрная ладья · b8 чёрный конь · e8 чёрный король · f8 чёрный слон · h8 чёрная ладья · a7 чёрная пешка · b7 чёрная пешка · c7 чёрная пешка · e7 чёрный ферзь · f7 чёрная пешка · g7 чёрная пешка · h7 чёрная пешка · f6 чёрный конь · e5 чёрная пешка · c4 белый слон · e4 белая пешка · b3 белый ферзь · a2 белая пешка · b2 белая пешка · c2 белая пешка · f2 белая пешка · g2 белая пешка · h2 белая пешка · a1 белая ладья · b1 белый конь · c1 белый слон · e1 белый король · h1 белая ладья | a8 чёрная ладья · b8 чёрный конь · e8 чёрный король · f8 чёрный слон · h8 чёрная ладья · a7 чёрная пешка · b7 чёрная пешка · c7 чёрная пешка · e7 чёрный ферзь · f7 чёрная пешка · g7 чёрная пешка · h7 чёрная пешка · f6 чёрный конь · e5 чёрная пешка · c4 белый слон · e4 белая пешка · b3 белый ферзь · a2 белая пешка · b2 белая пешка · c2 белая пешка · f2 белая пешка · g2 белая пешка · h2 белая пешка · a1 белая ладья · b1 белый конь · c1 белый слон · e1 белый король · h1 белая ладья | a8 чёрная ладья · b8 чёрный конь · e8 чёрный король · f8 чёрный слон · h8 чёрная ладья · a7 чёрная пешка · b7 чёрная пешка · c7 чёрная пешка · e7 чёрный ферзь · f7 чёрная пешка · g7 чёрная пешка · h7 чёрная пешка · f6 чёрный конь · e5 чёрная пешка · c4 белый слон · e4 белая пешка · b3 белый ферзь · a2 белая пешка · b2 белая пешка · c2 белая пешка · f2 белая пешка · g2 белая пешка · h2 белая пешка · a1 белая ладья · b1 белый конь · c1 белый слон · e1 белый король · h1 белая ладья | a8 чёрная ладья · b8 чёрный конь · e8 чёрный король · f8 чёрный слон · h8 чёрная ладья · a7 чёрная пешка · b7 чёрная пешка · c7 чёрная пешка · e7 чёрный ферзь · f7 чёрная пешка · g7 чёрная пешка · h7 чёрная пешка · f6 чёрный конь · e5 чёрная пешка · c4 белый слон · e4 белая пешка · b3 белый ферзь · a2 белая пешка · b2 белая пешка · c2 белая пешка · f2 белая пешка · g2 белая пешка · h2 белая пешка · a1 белая ладья · b1 белый конь · c1 белый слон · e1 белый король · h1 белая ладья | a8 чёрная ладья · b8 чёрный конь · e8 чёрный король · f8 чёрный слон · h8 чёрная ладья · a7 чёрная пешка · b7 чёрная пешка · c7 чёрная пешка · e7 чёрный ферзь · f7 чёрная пешка · g7 чёрная пешка · h7 чёрная пешка · f6 чёрный конь · e5 чёрная пешка · c4 белый слон · e4 белая пешка · b3 белый ферзь · a2 белая пешка · b2 белая пешка · c2 белая пешка · f2 белая пешка · g2 белая пешка · h2 белая пешка · a1 белая ладья · b1 белый конь · c1 белый слон · e1 белый король · h1 белая ладья | a8 чёрная ладья · b8 чёрный конь · e8 чёрный король · f8 чёрный слон · h8 чёрная ладья · a7 чёрная пешка · b7 чёрная пешка · c7 чёрная пешка · e7 чёрный ферзь · f7 чёрная пешка · g7 чёрная пешка · h7 чёрная пешка · f6 чёрный конь · e5 чёрная пешка · c4 белый слон · e4 белая пешка · b3 белый ферзь · a2 белая пешка · b2 белая пешка · c2 белая пешка · f2 белая пешка · g2 белая пешка · h2 белая пешка · a1 белая ладья · b1 белый конь · c1 белый слон · e1 белый король · h1 белая ладья | a8 чёрная ладья · b8 чёрный конь · e8 чёрный король · f8 чёрный слон · h8 чёрная ладья · a7 чёрная пешка · b7 чёрная пешка · c7 чёрная пешка · e7 чёрный ферзь · f7 чёрная пешка · g7 чёрная пешка · h7 чёрная пешка · f6 чёрный конь · e5 чёрная пешка · c4 белый слон · e4 белая пешка · b3 белый ферзь · a2 белая пешка · b2 белая пешка · c2 белая пешка · f2 белая пешка · g2 белая пешка · h2 белая пешка · a1 белая ладья · b1 белый конь · c1 белый слон · e1 белый король · h1 белая ладья | 6 |
| 5 | a8 чёрная ладья · b8 чёрный конь · e8 чёрный король · f8 чёрный слон · h8 чёрная ладья · a7 чёрная пешка · b7 чёрная пешка · c7 чёрная пешка · e7 чёрный ферзь · f7 чёрная пешка · g7 чёрная пешка · h7 чёрная пешка · f6 чёрный конь · e5 чёрная пешка · c4 белый слон · e4 белая пешка · b3 белый ферзь · a2 белая пешка · b2 белая пешка · c2 белая пешка · f2 белая пешка · g2 белая пешка · h2 белая пешка · a1 белая ладья · b1 белый конь · c1 белый слон · e1 белый король · h1 белая ладья | a8 чёрная ладья · b8 чёрный конь · e8 чёрный король · f8 чёрный слон · h8 чёрная ладья · a7 чёрная пешка · b7 чёрная пешка · c7 чёрная пешка · e7 чёрный ферзь · f7 чёрная пешка · g7 чёрная пешка · h7 чёрная пешка · f6 чёрный конь · e5 чёрная пешка · c4 белый слон · e4 белая пешка · b3 белый ферзь · a2 белая пешка · b2 белая пешка · c2 белая пешка · f2 белая пешка · g2 белая пешка · h2 белая пешка · a1 белая ладья · b1 белый конь · c1 белый слон · e1 белый король · h1 белая ладья | a8 чёрная ладья · b8 чёрный конь · e8 чёрный король · f8 чёрный слон · h8 чёрная ладья · a7 чёрная пешка · b7 чёрная пешка · c7 чёрная пешка · e7 чёрный ферзь · f7 чёрная пешка · g7 чёрная пешка · h7 чёрная пешка · f6 чёрный конь · e5 чёрная пешка · c4 белый слон · e4 белая пешка · b3 белый ферзь · a2 белая пешка · b2 белая пешка · c2 белая пешка · f2 белая пешка · g2 белая пешка · h2 белая пешка · a1 белая ладья · b1 белый конь · c1 белый слон · e1 белый король · h1 белая ладья | a8 чёрная ладья · b8 чёрный конь · e8 чёрный король · f8 чёрный слон · h8 чёрная ладья · a7 чёрная пешка · b7 чёрная пешка · c7 чёрная пешка · e7 чёрный ферзь · f7 чёрная пешка · g7 чёрная пешка · h7 чёрная пешка · f6 чёрный конь · e5 чёрная пешка · c4 белый слон · e4 белая пешка · b3 белый ферзь · a2 белая пешка · b2 белая пешка · c2 белая пешка · f2 белая пешка · g2 белая пешка · h2 белая пешка · a1 белая ладья · b1 белый конь · c1 белый слон · e1 белый король · h1 белая ладья | a8 чёрная ладья · b8 чёрный конь · e8 чёрный король · f8 чёрный слон · h8 чёрная ладья · a7 чёрная пешка · b7 чёрная пешка · c7 чёрная пешка · e7 чёрный ферзь · f7 чёрная пешка · g7 чёрная пешка · h7 чёрная пешка · f6 чёрный конь · e5 чёрная пешка · c4 белый слон · e4 белая пешка · b3 белый ферзь · a2 белая пешка · b2 белая пешка · c2 белая пешка · f2 белая пешка · g2 белая пешка · h2 белая пешка · a1 белая ладья · b1 белый конь · c1 белый слон · e1 белый король · h1 белая ладья | a8 чёрная ладья · b8 чёрный конь · e8 чёрный король · f8 чёрный слон · h8 чёрная ладья · a7 чёрная пешка · b7 чёрная пешка · c7 чёрная пешка · e7 чёрный ферзь · f7 чёрная пешка · g7 чёрная пешка · h7 чёрная пешка · f6 чёрный конь · e5 чёрная пешка · c4 белый слон · e4 белая пешка · b3 белый ферзь · a2 белая пешка · b2 белая пешка · c2 белая пешка · f2 белая пешка · g2 белая пешка · h2 белая пешка · a1 белая ладья · b1 белый конь · c1 белый слон · e1 белый король · h1 белая ладья | a8 чёрная ладья · b8 чёрный конь · e8 чёрный король · f8 чёрный слон · h8 чёрная ладья · a7 чёрная пешка · b7 чёрная пешка · c7 чёрная пешка · e7 чёрный ферзь · f7 чёрная пешка · g7 чёрная пешка · h7 чёрная пешка · f6 чёрный конь · e5 чёрная пешка · c4 белый слон · e4 белая пешка · b3 белый ферзь · a2 белая пешка · b2 белая пешка · c2 белая пешка · f2 белая пешка · g2 белая пешка · h2 белая пешка · a1 белая ладья · b1 белый конь · c1 белый слон · e1 белый король · h1 белая ладья | a8 чёрная ладья · b8 чёрный конь · e8 чёрный король · f8 чёрный слон · h8 чёрная ладья · a7 чёрная пешка · b7 чёрная пешка · c7 чёрная пешка · e7 чёрный ферзь · f7 чёрная пешка · g7 чёрная пешка · h7 чёрная пешка · f6 чёрный конь · e5 чёрная пешка · c4 белый слон · e4 белая пешка · b3 белый ферзь · a2 белая пешка · b2 белая пешка · c2 белая пешка · f2 белая пешка · g2 белая пешка · h2 белая пешка · a1 белая ладья · b1 белый конь · c1 белый слон · e1 белый король · h1 белая ладья | 5 |
| 4 | a8 чёрная ладья · b8 чёрный конь · e8 чёрный король · f8 чёрный слон · h8 чёрная ладья · a7 чёрная пешка · b7 чёрная пешка · c7 чёрная пешка · e7 чёрный ферзь · f7 чёрная пешка · g7 чёрная пешка · h7 чёрная пешка · f6 чёрный конь · e5 чёрная пешка · c4 белый слон · e4 белая пешка · b3 белый ферзь · a2 белая пешка · b2 белая пешка · c2 белая пешка · f2 белая пешка · g2 белая пешка · h2 белая пешка · a1 белая ладья · b1 белый конь · c1 белый слон · e1 белый король · h1 белая ладья | a8 чёрная ладья · b8 чёрный конь · e8 чёрный король · f8 чёрный слон · h8 чёрная ладья · a7 чёрная пешка · b7 чёрная пешка · c7 чёрная пешка · e7 чёрный ферзь · f7 чёрная пешка · g7 чёрная пешка · h7 чёрная пешка · f6 чёрный конь · e5 чёрная пешка · c4 белый слон · e4 белая пешка · b3 белый ферзь · a2 белая пешка · b2 белая пешка · c2 белая пешка · f2 белая пешка · g2 белая пешка · h2 белая пешка · a1 белая ладья · b1 белый конь · c1 белый слон · e1 белый король · h1 белая ладья | a8 чёрная ладья · b8 чёрный конь · e8 чёрный король · f8 чёрный слон · h8 чёрная ладья · a7 чёрная пешка · b7 чёрная пешка · c7 чёрная пешка · e7 чёрный ферзь · f7 чёрная пешка · g7 чёрная пешка · h7 чёрная пешка · f6 чёрный конь · e5 чёрная пешка · c4 белый слон · e4 белая пешка · b3 белый ферзь · a2 белая пешка · b2 белая пешка · c2 белая пешка · f2 белая пешка · g2 белая пешка · h2 белая пешка · a1 белая ладья · b1 белый конь · c1 белый слон · e1 белый король · h1 белая ладья | a8 чёрная ладья · b8 чёрный конь · e8 чёрный король · f8 чёрный слон · h8 чёрная ладья · a7 чёрная пешка · b7 чёрная пешка · c7 чёрная пешка · e7 чёрный ферзь · f7 чёрная пешка · g7 чёрная пешка · h7 чёрная пешка · f6 чёрный конь · e5 чёрная пешка · c4 белый слон · e4 белая пешка · b3 белый ферзь · a2 белая пешка · b2 белая пешка · c2 белая пешка · f2 белая пешка · g2 белая пешка · h2 белая пешка · a1 белая ладья · b1 белый конь · c1 белый слон · e1 белый король · h1 белая ладья | a8 чёрная ладья · b8 чёрный конь · e8 чёрный король · f8 чёрный слон · h8 чёрная ладья · a7 чёрная пешка · b7 чёрная пешка · c7 чёрная пешка · e7 чёрный ферзь · f7 чёрная пешка · g7 чёрная пешка · h7 чёрная пешка · f6 чёрный конь · e5 чёрная пешка · c4 белый слон · e4 белая пешка · b3 белый ферзь · a2 белая пешка · b2 белая пешка · c2 белая пешка · f2 белая пешка · g2 белая пешка · h2 белая пешка · a1 белая ладья · b1 белый конь · c1 белый слон · e1 белый король · h1 белая ладья | a8 чёрная ладья · b8 чёрный конь · e8 чёрный король · f8 чёрный слон · h8 чёрная ладья · a7 чёрная пешка · b7 чёрная пешка · c7 чёрная пешка · e7 чёрный ферзь · f7 чёрная пешка · g7 чёрная пешка · h7 чёрная пешка · f6 чёрный конь · e5 чёрная пешка · c4 белый слон · e4 белая пешка · b3 белый ферзь · a2 белая пешка · b2 белая пешка · c2 белая пешка · f2 белая пешка · g2 белая пешка · h2 белая пешка · a1 белая ладья · b1 белый конь · c1 белый слон · e1 белый король · h1 белая ладья | a8 чёрная ладья · b8 чёрный конь · e8 чёрный король · f8 чёрный слон · h8 чёрная ладья · a7 чёрная пешка · b7 чёрная пешка · c7 чёрная пешка · e7 чёрный ферзь · f7 чёрная пешка · g7 чёрная пешка · h7 чёрная пешка · f6 чёрный конь · e5 чёрная пешка · c4 белый слон · e4 белая пешка · b3 белый ферзь · a2 белая пешка · b2 белая пешка · c2 белая пешка · f2 белая пешка · g2 белая пешка · h2 белая пешка · a1 белая ладья · b1 белый конь · c1 белый слон · e1 белый король · h1 белая ладья | a8 чёрная ладья · b8 чёрный конь · e8 чёрный король · f8 чёрный слон · h8 чёрная ладья · a7 чёрная пешка · b7 чёрная пешка · c7 чёрная пешка · e7 чёрный ферзь · f7 чёрная пешка · g7 чёрная пешка · h7 чёрная пешка · f6 чёрный конь · e5 чёрная пешка · c4 белый слон · e4 белая пешка · b3 белый ферзь · a2 белая пешка · b2 белая пешка · c2 белая пешка · f2 белая пешка · g2 белая пешка · h2 белая пешка · a1 белая ладья · b1 белый конь · c1 белый слон · e1 белый король · h1 белая ладья | 4 |
| 3 | a8 чёрная ладья · b8 чёрный конь · e8 чёрный король · f8 чёрный слон · h8 чёрная ладья · a7 чёрная пешка · b7 чёрная пешка · c7 чёрная пешка · e7 чёрный ферзь · f7 чёрная пешка · g7 чёрная пешка · h7 чёрная пешка · f6 чёрный конь · e5 чёрная пешка · c4 белый слон · e4 белая пешка · b3 белый ферзь · a2 белая пешка · b2 белая пешка · c2 белая пешка · f2 белая пешка · g2 белая пешка · h2 белая пешка · a1 белая ладья · b1 белый конь · c1 белый слон · e1 белый король · h1 белая ладья | a8 чёрная ладья · b8 чёрный конь · e8 чёрный король · f8 чёрный слон · h8 чёрная ладья · a7 чёрная пешка · b7 чёрная пешка · c7 чёрная пешка · e7 чёрный ферзь · f7 чёрная пешка · g7 чёрная пешка · h7 чёрная пешка · f6 чёрный конь · e5 чёрная пешка · c4 белый слон · e4 белая пешка · b3 белый ферзь · a2 белая пешка · b2 белая пешка · c2 белая пешка · f2 белая пешка · g2 белая пешка · h2 белая пешка · a1 белая ладья · b1 белый конь · c1 белый слон · e1 белый король · h1 белая ладья | a8 чёрная ладья · b8 чёрный конь · e8 чёрный король · f8 чёрный слон · h8 чёрная ладья · a7 чёрная пешка · b7 чёрная пешка · c7 чёрная пешка · e7 чёрный ферзь · f7 чёрная пешка · g7 чёрная пешка · h7 чёрная пешка · f6 чёрный конь · e5 чёрная пешка · c4 белый слон · e4 белая пешка · b3 белый ферзь · a2 белая пешка · b2 белая пешка · c2 белая пешка · f2 белая пешка · g2 белая пешка · h2 белая пешка · a1 белая ладья · b1 белый конь · c1 белый слон · e1 белый король · h1 белая ладья | a8 чёрная ладья · b8 чёрный конь · e8 чёрный король · f8 чёрный слон · h8 чёрная ладья · a7 чёрная пешка · b7 чёрная пешка · c7 чёрная пешка · e7 чёрный ферзь · f7 чёрная пешка · g7 чёрная пешка · h7 чёрная пешка · f6 чёрный конь · e5 чёрная пешка · c4 белый слон · e4 белая пешка · b3 белый ферзь · a2 белая пешка · b2 белая пешка · c2 белая пешка · f2 белая пешка · g2 белая пешка · h2 белая пешка · a1 белая ладья · b1 белый конь · c1 белый слон · e1 белый король · h1 белая ладья | a8 чёрная ладья · b8 чёрный конь · e8 чёрный король · f8 чёрный слон · h8 чёрная ладья · a7 чёрная пешка · b7 чёрная пешка · c7 чёрная пешка · e7 чёрный ферзь · f7 чёрная пешка · g7 чёрная пешка · h7 чёрная пешка · f6 чёрный конь · e5 чёрная пешка · c4 белый слон · e4 белая пешка · b3 белый ферзь · a2 белая пешка · b2 белая пешка · c2 белая пешка · f2 белая пешка · g2 белая пешка · h2 белая пешка · a1 белая ладья · b1 белый конь · c1 белый слон · e1 белый король · h1 белая ладья | a8 чёрная ладья · b8 чёрный конь · e8 чёрный король · f8 чёрный слон · h8 чёрная ладья · a7 чёрная пешка · b7 чёрная пешка · c7 чёрная пешка · e7 чёрный ферзь · f7 чёрная пешка · g7 чёрная пешка · h7 чёрная пешка · f6 чёрный конь · e5 чёрная пешка · c4 белый слон · e4 белая пешка · b3 белый ферзь · a2 белая пешка · b2 белая пешка · c2 белая пешка · f2 белая пешка · g2 белая пешка · h2 белая пешка · a1 белая ладья · b1 белый конь · c1 белый слон · e1 белый король · h1 белая ладья | a8 чёрная ладья · b8 чёрный конь · e8 чёрный король · f8 чёрный слон · h8 чёрная ладья · a7 чёрная пешка · b7 чёрная пешка · c7 чёрная пешка · e7 чёрный ферзь · f7 чёрная пешка · g7 чёрная пешка · h7 чёрная пешка · f6 чёрный конь · e5 чёрная пешка · c4 белый слон · e4 белая пешка · b3 белый ферзь · a2 белая пешка · b2 белая пешка · c2 белая пешка · f2 белая пешка · g2 белая пешка · h2 белая пешка · a1 белая ладья · b1 белый конь · c1 белый слон · e1 белый король · h1 белая ладья | a8 чёрная ладья · b8 чёрный конь · e8 чёрный король · f8 чёрный слон · h8 чёрная ладья · a7 чёрная пешка · b7 чёрная пешка · c7 чёрная пешка · e7 чёрный ферзь · f7 чёрная пешка · g7 чёрная пешка · h7 чёрная пешка · f6 чёрный конь · e5 чёрная пешка · c4 белый слон · e4 белая пешка · b3 белый ферзь · a2 белая пешка · b2 белая пешка · c2 белая пешка · f2 белая пешка · g2 белая пешка · h2 белая пешка · a1 белая ладья · b1 белый конь · c1 белый слон · e1 белый король · h1 белая ладья | 3 |
| 2 | a8 чёрная ладья · b8 чёрный конь · e8 чёрный король · f8 чёрный слон · h8 чёрная ладья · a7 чёрная пешка · b7 чёрная пешка · c7 чёрная пешка · e7 чёрный ферзь · f7 чёрная пешка · g7 чёрная пешка · h7 чёрная пешка · f6 чёрный конь · e5 чёрная пешка · c4 белый слон · e4 белая пешка · b3 белый ферзь · a2 белая пешка · b2 белая пешка · c2 белая пешка · f2 белая пешка · g2 белая пешка · h2 белая пешка · a1 белая ладья · b1 белый конь · c1 белый слон · e1 белый король · h1 белая ладья | a8 чёрная ладья · b8 чёрный конь · e8 чёрный король · f8 чёрный слон · h8 чёрная ладья · a7 чёрная пешка · b7 чёрная пешка · c7 чёрная пешка · e7 чёрный ферзь · f7 чёрная пешка · g7 чёрная пешка · h7 чёрная пешка · f6 чёрный конь · e5 чёрная пешка · c4 белый слон · e4 белая пешка · b3 белый ферзь · a2 белая пешка · b2 белая пешка · c2 белая пешка · f2 белая пешка · g2 белая пешка · h2 белая пешка · a1 белая ладья · b1 белый конь · c1 белый слон · e1 белый король · h1 белая ладья | a8 чёрная ладья · b8 чёрный конь · e8 чёрный король · f8 чёрный слон · h8 чёрная ладья · a7 чёрная пешка · b7 чёрная пешка · c7 чёрная пешка · e7 чёрный ферзь · f7 чёрная пешка · g7 чёрная пешка · h7 чёрная пешка · f6 чёрный конь · e5 чёрная пешка · c4 белый слон · e4 белая пешка · b3 белый ферзь · a2 белая пешка · b2 белая пешка · c2 белая пешка · f2 белая пешка · g2 белая пешка · h2 белая пешка · a1 белая ладья · b1 белый конь · c1 белый слон · e1 белый король · h1 белая ладья | a8 чёрная ладья · b8 чёрный конь · e8 чёрный король · f8 чёрный слон · h8 чёрная ладья · a7 чёрная пешка · b7 чёрная пешка · c7 чёрная пешка · e7 чёрный ферзь · f7 чёрная пешка · g7 чёрная пешка · h7 чёрная пешка · f6 чёрный конь · e5 чёрная пешка · c4 белый слон · e4 белая пешка · b3 белый ферзь · a2 белая пешка · b2 белая пешка · c2 белая пешка · f2 белая пешка · g2 белая пешка · h2 белая пешка · a1 белая ладья · b1 белый конь · c1 белый слон · e1 белый король · h1 белая ладья | a8 чёрная ладья · b8 чёрный конь · e8 чёрный король · f8 чёрный слон · h8 чёрная ладья · a7 чёрная пешка · b7 чёрная пешка · c7 чёрная пешка · e7 чёрный ферзь · f7 чёрная пешка · g7 чёрная пешка · h7 чёрная пешка · f6 чёрный конь · e5 чёрная пешка · c4 белый слон · e4 белая пешка · b3 белый ферзь · a2 белая пешка · b2 белая пешка · c2 белая пешка · f2 белая пешка · g2 белая пешка · h2 белая пешка · a1 белая ладья · b1 белый конь · c1 белый слон · e1 белый король · h1 белая ладья | a8 чёрная ладья · b8 чёрный конь · e8 чёрный король · f8 чёрный слон · h8 чёрная ладья · a7 чёрная пешка · b7 чёрная пешка · c7 чёрная пешка · e7 чёрный ферзь · f7 чёрная пешка · g7 чёрная пешка · h7 чёрная пешка · f6 чёрный конь · e5 чёрная пешка · c4 белый слон · e4 белая пешка · b3 белый ферзь · a2 белая пешка · b2 белая пешка · c2 белая пешка · f2 белая пешка · g2 белая пешка · h2 белая пешка · a1 белая ладья · b1 белый конь · c1 белый слон · e1 белый король · h1 белая ладья | a8 чёрная ладья · b8 чёрный конь · e8 чёрный король · f8 чёрный слон · h8 чёрная ладья · a7 чёрная пешка · b7 чёрная пешка · c7 чёрная пешка · e7 чёрный ферзь · f7 чёрная пешка · g7 чёрная пешка · h7 чёрная пешка · f6 чёрный конь · e5 чёрная пешка · c4 белый слон · e4 белая пешка · b3 белый ферзь · a2 белая пешка · b2 белая пешка · c2 белая пешка · f2 белая пешка · g2 белая пешка · h2 белая пешка · a1 белая ладья · b1 белый конь · c1 белый слон · e1 белый король · h1 белая ладья | a8 чёрная ладья · b8 чёрный конь · e8 чёрный король · f8 чёрный слон · h8 чёрная ладья · a7 чёрная пешка · b7 чёрная пешка · c7 чёрная пешка · e7 чёрный ферзь · f7 чёрная пешка · g7 чёрная пешка · h7 чёрная пешка · f6 чёрный конь · e5 чёрная пешка · c4 белый слон · e4 белая пешка · b3 белый ферзь · a2 белая пешка · b2 белая пешка · c2 белая пешка · f2 белая пешка · g2 белая пешка · h2 белая пешка · a1 белая ладья · b1 белый конь · c1 белый слон · e1 белый король · h1 белая ладья | 2 |
| 1 | a8 чёрная ладья · b8 чёрный конь · e8 чёрный король · f8 чёрный слон · h8 чёрная ладья · a7 чёрная пешка · b7 чёрная пешка · c7 чёрная пешка · e7 чёрный ферзь · f7 чёрная пешка · g7 чёрная пешка · h7 чёрная пешка · f6 чёрный конь · e5 чёрная пешка · c4 белый слон · e4 белая пешка · b3 белый ферзь · a2 белая пешка · b2 белая пешка · c2 белая пешка · f2 белая пешка · g2 белая пешка · h2 белая пешка · a1 белая ладья · b1 белый конь · c1 белый слон · e1 белый король · h1 белая ладья | a8 чёрная ладья · b8 чёрный конь · e8 чёрный король · f8 чёрный слон · h8 чёрная ладья · a7 чёрная пешка · b7 чёрная пешка · c7 чёрная пешка · e7 чёрный ферзь · f7 чёрная пешка · g7 чёрная пешка · h7 чёрная пешка · f6 чёрный конь · e5 чёрная пешка · c4 белый слон · e4 белая пешка · b3 белый ферзь · a2 белая пешка · b2 белая пешка · c2 белая пешка · f2 белая пешка · g2 белая пешка · h2 белая пешка · a1 белая ладья · b1 белый конь · c1 белый слон · e1 белый король · h1 белая ладья | a8 чёрная ладья · b8 чёрный конь · e8 чёрный король · f8 чёрный слон · h8 чёрная ладья · a7 чёрная пешка · b7 чёрная пешка · c7 чёрная пешка · e7 чёрный ферзь · f7 чёрная пешка · g7 чёрная пешка · h7 чёрная пешка · f6 чёрный конь · e5 чёрная пешка · c4 белый слон · e4 белая пешка · b3 белый ферзь · a2 белая пешка · b2 белая пешка · c2 белая пешка · f2 белая пешка · g2 белая пешка · h2 белая пешка · a1 белая ладья · b1 белый конь · c1 белый слон · e1 белый король · h1 белая ладья | a8 чёрная ладья · b8 чёрный конь · e8 чёрный король · f8 чёрный слон · h8 чёрная ладья · a7 чёрная пешка · b7 чёрная пешка · c7 чёрная пешка · e7 чёрный ферзь · f7 чёрная пешка · g7 чёрная пешка · h7 чёрная пешка · f6 чёрный конь · e5 чёрная пешка · c4 белый слон · e4 белая пешка · b3 белый ферзь · a2 белая пешка · b2 белая пешка · c2 белая пешка · f2 белая пешка · g2 белая пешка · h2 белая пешка · a1 белая ладья · b1 белый конь · c1 белый слон · e1 белый король · h1 белая ладья | a8 чёрная ладья · b8 чёрный конь · e8 чёрный король · f8 чёрный слон · h8 чёрная ладья · a7 чёрная пешка · b7 чёрная пешка · c7 чёрная пешка · e7 чёрный ферзь · f7 чёрная пешка · g7 чёрная пешка · h7 чёрная пешка · f6 чёрный конь · e5 чёрная пешка · c4 белый слон · e4 белая пешка · b3 белый ферзь · a2 белая пешка · b2 белая пешка · c2 белая пешка · f2 белая пешка · g2 белая пешка · h2 белая пешка · a1 белая ладья · b1 белый конь · c1 белый слон · e1 белый король · h1 белая ладья | a8 чёрная ладья · b8 чёрный конь · e8 чёрный король · f8 чёрный слон · h8 чёрная ладья · a7 чёрная пешка · b7 чёрная пешка · c7 чёрная пешка · e7 чёрный ферзь · f7 чёрная пешка · g7 чёрная пешка · h7 чёрная пешка · f6 чёрный конь · e5 чёрная пешка · c4 белый слон · e4 белая пешка · b3 белый ферзь · a2 белая пешка · b2 белая пешка · c2 белая пешка · f2 белая пешка · g2 белая пешка · h2 белая пешка · a1 белая ладья · b1 белый конь · c1 белый слон · e1 белый король · h1 белая ладья | a8 чёрная ладья · b8 чёрный конь · e8 чёрный король · f8 чёрный слон · h8 чёрная ладья · a7 чёрная пешка · b7 чёрная пешка · c7 чёрная пешка · e7 чёрный ферзь · f7 чёрная пешка · g7 чёрная пешка · h7 чёрная пешка · f6 чёрный конь · e5 чёрная пешка · c4 белый слон · e4 белая пешка · b3 белый ферзь · a2 белая пешка · b2 белая пешка · c2 белая пешка · f2 белая пешка · g2 белая пешка · h2 белая пешка · a1 белая ладья · b1 белый конь · c1 белый слон · e1 белый король · h1 белая ладья | a8 чёрная ладья · b8 чёрный конь · e8 чёрный король · f8 чёрный слон · h8 чёрная ладья · a7 чёрная пешка · b7 чёрная пешка · c7 чёрная пешка · e7 чёрный ферзь · f7 чёрная пешка · g7 чёрная пешка · h7 чёрная пешка · f6 чёрный конь · e5 чёрная пешка · c4 белый слон · e4 белая пешка · b3 белый ферзь · a2 белая пешка · b2 белая пешка · c2 белая пешка · f2 белая пешка · g2 белая пешка · h2 белая пешка · a1 белая ладья · b1 белый конь · c1 белый слон · e1 белый король · h1 белая ладья | 1 |
|   | a | b | c | d | e | f | g | h |   |

5. Ф:f3 de 6. Сc4 Кf6
Этот, на первый взгляд, хороший развивающий ход имеет неожиданное опровержение. После следующего хода белых обе пешки f7 и b7 находятся под ударом. Было бы лучше прямо защитить пешку f7 ферзём вместо простого прикрытия её от белого ферзя, что сделало бы следующий ход белых менее сильным.
7. Фb3 Фe7 (диаграмма)
Единственный хороший ход чёрных. Белые угрожают дать мат в два хода, например 7. … Кc6 8. С:f7+ Крe7 9. Фe6#. 7. … Фd7 проигрывает ладью из-за 8. Ф:b7 и далее 9. Ф:a8. Заметьте, что Фe7 спасает ладью с такой комбинацией: 8. Ф:b7 Фb4+ вынуждая размен ферзей. Чёрные вынуждены пойти ферзём на e7, блокируя слона f8, и, что более важно, препятствуя рокировке собственного короля.
8. Кc3
Белые предпочитают быстрое развитие материальному перевесу. Они отказываются от выигрыша пешки путём 8. Ф:b7 Фb4+ (единственный способ спасти ладью) 9. Ф:b4, или даже двух пешек путём 8. С:f7+ Крd8 (или 8. … Ф:f7 9. Ф:b7 и чёрные не могут избежать потери ладьи) 9. Ф:b7, предпочитая сконцентрировать свои силы, чтобы поставить быстрый мат и вернуться к опере.
8. … c6 9. Сg5
Подведём итоги дебюта. У белых развиты все три легкие фигуры, король готов рокировать в обе стороны, ферзь атакует с удобного поля b3. У черных неотрокированный король застрял в центре, единственная развитая фигура — конь — под связкой, другой конь лишен ходов на с6 и d7, слон и обе ладьи выключены из игры, ферзь перегружен, вынужденный защищать сразу все проблемные пункты.
9… b5?
Хотя это якобы прогоняет слона и перехватывает инициативу, но Морфи эффектной жертвой коня удерживает инициативу.
Ход чёрных 9. … b5 проигрывает, но сложно найти что-нибудь лучше; например 9 … Кa6 10.С:f6 gf 11.С:a6 ba 12.Фa4 Фb7 и чёрные в неудобном положении.
Другой вариант требует точной игры белых 9… b6 10.0-0-0 Kbd7 11.Фa4 Фc5 12.Се3 b5 13.C:b5 cb 14.К:b5 Фc8 15.Фa5 и у чёрных нелёгкий выбор — потерять ладью или лишиться рокировки, так как грозит Кc7+. На 13-м ходу пешку можно взять и конём 13.К:b5 cb 14.С:b5 Фc7 15.Лd3 Лd8 16.Лd1 продолжая атаку на короля.
Возможен также вариант 9… Фc7, избавляясь от связки и открывая дорогу слону. Тогда угроза b5 была бы более действенной, например, 10.0-0-0 b5 или 10.С:f6 gf 11.0-0-0 b5, но тогда у белых есть острый ход 12. Кd5. Хотя чёрные всё-таки выводят слона с шахом 12…Сh6+ 13.Крb1 cd 14.С:b5+, но белые следующим ходом берут ключевую пешку d5 и продолжают атаку. Для выравнивания игры чёрным не хватает буквально одного темпа.
10. К:b5!
Морфи предпочитает не отступать слоном, что даст время чёрным для развития.
10. … cb?
Чёрные могли бы сыграть 10…Фb4+, вынуждая Морфи к размену ферзей, хотя положение белых однозначно выигрышное.
|   | a | b | c | d | e | f | g | h |   |
| - | --- | --- | --- | --- | --- | --- | --- | --- | - |
| 8 | d8 чёрная ладья · e8 чёрный король · f8 чёрный слон · h8 чёрная ладья · a7 чёрная пешка · d7 чёрный конь · e7 чёрный ферзь · f7 чёрная пешка · g7 чёрная пешка · h7 чёрная пешка · f6 чёрный конь · b5 белый слон · e5 чёрная пешка · g5 белый слон · e4 белая пешка · b3 белый ферзь · a2 белая пешка · b2 белая пешка · c2 белая пешка · f2 белая пешка · g2 белая пешка · h2 белая пешка · c1 белый король · d1 белая ладья · h1 белая ладья | d8 чёрная ладья · e8 чёрный король · f8 чёрный слон · h8 чёрная ладья · a7 чёрная пешка · d7 чёрный конь · e7 чёрный ферзь · f7 чёрная пешка · g7 чёрная пешка · h7 чёрная пешка · f6 чёрный конь · b5 белый слон · e5 чёрная пешка · g5 белый слон · e4 белая пешка · b3 белый ферзь · a2 белая пешка · b2 белая пешка · c2 белая пешка · f2 белая пешка · g2 белая пешка · h2 белая пешка · c1 белый король · d1 белая ладья · h1 белая ладья | d8 чёрная ладья · e8 чёрный король · f8 чёрный слон · h8 чёрная ладья · a7 чёрная пешка · d7 чёрный конь · e7 чёрный ферзь · f7 чёрная пешка · g7 чёрная пешка · h7 чёрная пешка · f6 чёрный конь · b5 белый слон · e5 чёрная пешка · g5 белый слон · e4 белая пешка · b3 белый ферзь · a2 белая пешка · b2 белая пешка · c2 белая пешка · f2 белая пешка · g2 белая пешка · h2 белая пешка · c1 белый король · d1 белая ладья · h1 белая ладья | d8 чёрная ладья · e8 чёрный король · f8 чёрный слон · h8 чёрная ладья · a7 чёрная пешка · d7 чёрный конь · e7 чёрный ферзь · f7 чёрная пешка · g7 чёрная пешка · h7 чёрная пешка · f6 чёрный конь · b5 белый слон · e5 чёрная пешка · g5 белый слон · e4 белая пешка · b3 белый ферзь · a2 белая пешка · b2 белая пешка · c2 белая пешка · f2 белая пешка · g2 белая пешка · h2 белая пешка · c1 белый король · d1 белая ладья · h1 белая ладья | d8 чёрная ладья · e8 чёрный король · f8 чёрный слон · h8 чёрная ладья · a7 чёрная пешка · d7 чёрный конь · e7 чёрный ферзь · f7 чёрная пешка · g7 чёрная пешка · h7 чёрная пешка · f6 чёрный конь · b5 белый слон · e5 чёрная пешка · g5 белый слон · e4 белая пешка · b3 белый ферзь · a2 белая пешка · b2 белая пешка · c2 белая пешка · f2 белая пешка · g2 белая пешка · h2 белая пешка · c1 белый король · d1 белая ладья · h1 белая ладья | d8 чёрная ладья · e8 чёрный король · f8 чёрный слон · h8 чёрная ладья · a7 чёрная пешка · d7 чёрный конь · e7 чёрный ферзь · f7 чёрная пешка · g7 чёрная пешка · h7 чёрная пешка · f6 чёрный конь · b5 белый слон · e5 чёрная пешка · g5 белый слон · e4 белая пешка · b3 белый ферзь · a2 белая пешка · b2 белая пешка · c2 белая пешка · f2 белая пешка · g2 белая пешка · h2 белая пешка · c1 белый король · d1 белая ладья · h1 белая ладья | d8 чёрная ладья · e8 чёрный король · f8 чёрный слон · h8 чёрная ладья · a7 чёрная пешка · d7 чёрный конь · e7 чёрный ферзь · f7 чёрная пешка · g7 чёрная пешка · h7 чёрная пешка · f6 чёрный конь · b5 белый слон · e5 чёрная пешка · g5 белый слон · e4 белая пешка · b3 белый ферзь · a2 белая пешка · b2 белая пешка · c2 белая пешка · f2 белая пешка · g2 белая пешка · h2 белая пешка · c1 белый король · d1 белая ладья · h1 белая ладья | d8 чёрная ладья · e8 чёрный король · f8 чёрный слон · h8 чёрная ладья · a7 чёрная пешка · d7 чёрный конь · e7 чёрный ферзь · f7 чёрная пешка · g7 чёрная пешка · h7 чёрная пешка · f6 чёрный конь · b5 белый слон · e5 чёрная пешка · g5 белый слон · e4 белая пешка · b3 белый ферзь · a2 белая пешка · b2 белая пешка · c2 белая пешка · f2 белая пешка · g2 белая пешка · h2 белая пешка · c1 белый король · d1 белая ладья · h1 белая ладья | 8 |
| 7 | d8 чёрная ладья · e8 чёрный король · f8 чёрный слон · h8 чёрная ладья · a7 чёрная пешка · d7 чёрный конь · e7 чёрный ферзь · f7 чёрная пешка · g7 чёрная пешка · h7 чёрная пешка · f6 чёрный конь · b5 белый слон · e5 чёрная пешка · g5 белый слон · e4 белая пешка · b3 белый ферзь · a2 белая пешка · b2 белая пешка · c2 белая пешка · f2 белая пешка · g2 белая пешка · h2 белая пешка · c1 белый король · d1 белая ладья · h1 белая ладья | d8 чёрная ладья · e8 чёрный король · f8 чёрный слон · h8 чёрная ладья · a7 чёрная пешка · d7 чёрный конь · e7 чёрный ферзь · f7 чёрная пешка · g7 чёрная пешка · h7 чёрная пешка · f6 чёрный конь · b5 белый слон · e5 чёрная пешка · g5 белый слон · e4 белая пешка · b3 белый ферзь · a2 белая пешка · b2 белая пешка · c2 белая пешка · f2 белая пешка · g2 белая пешка · h2 белая пешка · c1 белый король · d1 белая ладья · h1 белая ладья | d8 чёрная ладья · e8 чёрный король · f8 чёрный слон · h8 чёрная ладья · a7 чёрная пешка · d7 чёрный конь · e7 чёрный ферзь · f7 чёрная пешка · g7 чёрная пешка · h7 чёрная пешка · f6 чёрный конь · b5 белый слон · e5 чёрная пешка · g5 белый слон · e4 белая пешка · b3 белый ферзь · a2 белая пешка · b2 белая пешка · c2 белая пешка · f2 белая пешка · g2 белая пешка · h2 белая пешка · c1 белый король · d1 белая ладья · h1 белая ладья | d8 чёрная ладья · e8 чёрный король · f8 чёрный слон · h8 чёрная ладья · a7 чёрная пешка · d7 чёрный конь · e7 чёрный ферзь · f7 чёрная пешка · g7 чёрная пешка · h7 чёрная пешка · f6 чёрный конь · b5 белый слон · e5 чёрная пешка · g5 белый слон · e4 белая пешка · b3 белый ферзь · a2 белая пешка · b2 белая пешка · c2 белая пешка · f2 белая пешка · g2 белая пешка · h2 белая пешка · c1 белый король · d1 белая ладья · h1 белая ладья | d8 чёрная ладья · e8 чёрный король · f8 чёрный слон · h8 чёрная ладья · a7 чёрная пешка · d7 чёрный конь · e7 чёрный ферзь · f7 чёрная пешка · g7 чёрная пешка · h7 чёрная пешка · f6 чёрный конь · b5 белый слон · e5 чёрная пешка · g5 белый слон · e4 белая пешка · b3 белый ферзь · a2 белая пешка · b2 белая пешка · c2 белая пешка · f2 белая пешка · g2 белая пешка · h2 белая пешка · c1 белый король · d1 белая ладья · h1 белая ладья | d8 чёрная ладья · e8 чёрный король · f8 чёрный слон · h8 чёрная ладья · a7 чёрная пешка · d7 чёрный конь · e7 чёрный ферзь · f7 чёрная пешка · g7 чёрная пешка · h7 чёрная пешка · f6 чёрный конь · b5 белый слон · e5 чёрная пешка · g5 белый слон · e4 белая пешка · b3 белый ферзь · a2 белая пешка · b2 белая пешка · c2 белая пешка · f2 белая пешка · g2 белая пешка · h2 белая пешка · c1 белый король · d1 белая ладья · h1 белая ладья | d8 чёрная ладья · e8 чёрный король · f8 чёрный слон · h8 чёрная ладья · a7 чёрная пешка · d7 чёрный конь · e7 чёрный ферзь · f7 чёрная пешка · g7 чёрная пешка · h7 чёрная пешка · f6 чёрный конь · b5 белый слон · e5 чёрная пешка · g5 белый слон · e4 белая пешка · b3 белый ферзь · a2 белая пешка · b2 белая пешка · c2 белая пешка · f2 белая пешка · g2 белая пешка · h2 белая пешка · c1 белый король · d1 белая ладья · h1 белая ладья | d8 чёрная ладья · e8 чёрный король · f8 чёрный слон · h8 чёрная ладья · a7 чёрная пешка · d7 чёрный конь · e7 чёрный ферзь · f7 чёрная пешка · g7 чёрная пешка · h7 чёрная пешка · f6 чёрный конь · b5 белый слон · e5 чёрная пешка · g5 белый слон · e4 белая пешка · b3 белый ферзь · a2 белая пешка · b2 белая пешка · c2 белая пешка · f2 белая пешка · g2 белая пешка · h2 белая пешка · c1 белый король · d1 белая ладья · h1 белая ладья | 7 |
| 6 | d8 чёрная ладья · e8 чёрный король · f8 чёрный слон · h8 чёрная ладья · a7 чёрная пешка · d7 чёрный конь · e7 чёрный ферзь · f7 чёрная пешка · g7 чёрная пешка · h7 чёрная пешка · f6 чёрный конь · b5 белый слон · e5 чёрная пешка · g5 белый слон · e4 белая пешка · b3 белый ферзь · a2 белая пешка · b2 белая пешка · c2 белая пешка · f2 белая пешка · g2 белая пешка · h2 белая пешка · c1 белый король · d1 белая ладья · h1 белая ладья | d8 чёрная ладья · e8 чёрный король · f8 чёрный слон · h8 чёрная ладья · a7 чёрная пешка · d7 чёрный конь · e7 чёрный ферзь · f7 чёрная пешка · g7 чёрная пешка · h7 чёрная пешка · f6 чёрный конь · b5 белый слон · e5 чёрная пешка · g5 белый слон · e4 белая пешка · b3 белый ферзь · a2 белая пешка · b2 белая пешка · c2 белая пешка · f2 белая пешка · g2 белая пешка · h2 белая пешка · c1 белый король · d1 белая ладья · h1 белая ладья | d8 чёрная ладья · e8 чёрный король · f8 чёрный слон · h8 чёрная ладья · a7 чёрная пешка · d7 чёрный конь · e7 чёрный ферзь · f7 чёрная пешка · g7 чёрная пешка · h7 чёрная пешка · f6 чёрный конь · b5 белый слон · e5 чёрная пешка · g5 белый слон · e4 белая пешка · b3 белый ферзь · a2 белая пешка · b2 белая пешка · c2 белая пешка · f2 белая пешка · g2 белая пешка · h2 белая пешка · c1 белый король · d1 белая ладья · h1 белая ладья | d8 чёрная ладья · e8 чёрный король · f8 чёрный слон · h8 чёрная ладья · a7 чёрная пешка · d7 чёрный конь · e7 чёрный ферзь · f7 чёрная пешка · g7 чёрная пешка · h7 чёрная пешка · f6 чёрный конь · b5 белый слон · e5 чёрная пешка · g5 белый слон · e4 белая пешка · b3 белый ферзь · a2 белая пешка · b2 белая пешка · c2 белая пешка · f2 белая пешка · g2 белая пешка · h2 белая пешка · c1 белый король · d1 белая ладья · h1 белая ладья | d8 чёрная ладья · e8 чёрный король · f8 чёрный слон · h8 чёрная ладья · a7 чёрная пешка · d7 чёрный конь · e7 чёрный ферзь · f7 чёрная пешка · g7 чёрная пешка · h7 чёрная пешка · f6 чёрный конь · b5 белый слон · e5 чёрная пешка · g5 белый слон · e4 белая пешка · b3 белый ферзь · a2 белая пешка · b2 белая пешка · c2 белая пешка · f2 белая пешка · g2 белая пешка · h2 белая пешка · c1 белый король · d1 белая ладья · h1 белая ладья | d8 чёрная ладья · e8 чёрный король · f8 чёрный слон · h8 чёрная ладья · a7 чёрная пешка · d7 чёрный конь · e7 чёрный ферзь · f7 чёрная пешка · g7 чёрная пешка · h7 чёрная пешка · f6 чёрный конь · b5 белый слон · e5 чёрная пешка · g5 белый слон · e4 белая пешка · b3 белый ферзь · a2 белая пешка · b2 белая пешка · c2 белая пешка · f2 белая пешка · g2 белая пешка · h2 белая пешка · c1 белый король · d1 белая ладья · h1 белая ладья | d8 чёрная ладья · e8 чёрный король · f8 чёрный слон · h8 чёрная ладья · a7 чёрная пешка · d7 чёрный конь · e7 чёрный ферзь · f7 чёрная пешка · g7 чёрная пешка · h7 чёрная пешка · f6 чёрный конь · b5 белый слон · e5 чёрная пешка · g5 белый слон · e4 белая пешка · b3 белый ферзь · a2 белая пешка · b2 белая пешка · c2 белая пешка · f2 белая пешка · g2 белая пешка · h2 белая пешка · c1 белый король · d1 белая ладья · h1 белая ладья | d8 чёрная ладья · e8 чёрный король · f8 чёрный слон · h8 чёрная ладья · a7 чёрная пешка · d7 чёрный конь · e7 чёрный ферзь · f7 чёрная пешка · g7 чёрная пешка · h7 чёрная пешка · f6 чёрный конь · b5 белый слон · e5 чёрная пешка · g5 белый слон · e4 белая пешка · b3 белый ферзь · a2 белая пешка · b2 белая пешка · c2 белая пешка · f2 белая пешка · g2 белая пешка · h2 белая пешка · c1 белый король · d1 белая ладья · h1 белая ладья | 6 |
| 5 | d8 чёрная ладья · e8 чёрный король · f8 чёрный слон · h8 чёрная ладья · a7 чёрная пешка · d7 чёрный конь · e7 чёрный ферзь · f7 чёрная пешка · g7 чёрная пешка · h7 чёрная пешка · f6 чёрный конь · b5 белый слон · e5 чёрная пешка · g5 белый слон · e4 белая пешка · b3 белый ферзь · a2 белая пешка · b2 белая пешка · c2 белая пешка · f2 белая пешка · g2 белая пешка · h2 белая пешка · c1 белый король · d1 белая ладья · h1 белая ладья | d8 чёрная ладья · e8 чёрный король · f8 чёрный слон · h8 чёрная ладья · a7 чёрная пешка · d7 чёрный конь · e7 чёрный ферзь · f7 чёрная пешка · g7 чёрная пешка · h7 чёрная пешка · f6 чёрный конь · b5 белый слон · e5 чёрная пешка · g5 белый слон · e4 белая пешка · b3 белый ферзь · a2 белая пешка · b2 белая пешка · c2 белая пешка · f2 белая пешка · g2 белая пешка · h2 белая пешка · c1 белый король · d1 белая ладья · h1 белая ладья | d8 чёрная ладья · e8 чёрный король · f8 чёрный слон · h8 чёрная ладья · a7 чёрная пешка · d7 чёрный конь · e7 чёрный ферзь · f7 чёрная пешка · g7 чёрная пешка · h7 чёрная пешка · f6 чёрный конь · b5 белый слон · e5 чёрная пешка · g5 белый слон · e4 белая пешка · b3 белый ферзь · a2 белая пешка · b2 белая пешка · c2 белая пешка · f2 белая пешка · g2 белая пешка · h2 белая пешка · c1 белый король · d1 белая ладья · h1 белая ладья | d8 чёрная ладья · e8 чёрный король · f8 чёрный слон · h8 чёрная ладья · a7 чёрная пешка · d7 чёрный конь · e7 чёрный ферзь · f7 чёрная пешка · g7 чёрная пешка · h7 чёрная пешка · f6 чёрный конь · b5 белый слон · e5 чёрная пешка · g5 белый слон · e4 белая пешка · b3 белый ферзь · a2 белая пешка · b2 белая пешка · c2 белая пешка · f2 белая пешка · g2 белая пешка · h2 белая пешка · c1 белый король · d1 белая ладья · h1 белая ладья | d8 чёрная ладья · e8 чёрный король · f8 чёрный слон · h8 чёрная ладья · a7 чёрная пешка · d7 чёрный конь · e7 чёрный ферзь · f7 чёрная пешка · g7 чёрная пешка · h7 чёрная пешка · f6 чёрный конь · b5 белый слон · e5 чёрная пешка · g5 белый слон · e4 белая пешка · b3 белый ферзь · a2 белая пешка · b2 белая пешка · c2 белая пешка · f2 белая пешка · g2 белая пешка · h2 белая пешка · c1 белый король · d1 белая ладья · h1 белая ладья | d8 чёрная ладья · e8 чёрный король · f8 чёрный слон · h8 чёрная ладья · a7 чёрная пешка · d7 чёрный конь · e7 чёрный ферзь · f7 чёрная пешка · g7 чёрная пешка · h7 чёрная пешка · f6 чёрный конь · b5 белый слон · e5 чёрная пешка · g5 белый слон · e4 белая пешка · b3 белый ферзь · a2 белая пешка · b2 белая пешка · c2 белая пешка · f2 белая пешка · g2 белая пешка · h2 белая пешка · c1 белый король · d1 белая ладья · h1 белая ладья | d8 чёрная ладья · e8 чёрный король · f8 чёрный слон · h8 чёрная ладья · a7 чёрная пешка · d7 чёрный конь · e7 чёрный ферзь · f7 чёрная пешка · g7 чёрная пешка · h7 чёрная пешка · f6 чёрный конь · b5 белый слон · e5 чёрная пешка · g5 белый слон · e4 белая пешка · b3 белый ферзь · a2 белая пешка · b2 белая пешка · c2 белая пешка · f2 белая пешка · g2 белая пешка · h2 белая пешка · c1 белый король · d1 белая ладья · h1 белая ладья | d8 чёрная ладья · e8 чёрный король · f8 чёрный слон · h8 чёрная ладья · a7 чёрная пешка · d7 чёрный конь · e7 чёрный ферзь · f7 чёрная пешка · g7 чёрная пешка · h7 чёрная пешка · f6 чёрный конь · b5 белый слон · e5 чёрная пешка · g5 белый слон · e4 белая пешка · b3 белый ферзь · a2 белая пешка · b2 белая пешка · c2 белая пешка · f2 белая пешка · g2 белая пешка · h2 белая пешка · c1 белый король · d1 белая ладья · h1 белая ладья | 5 |
| 4 | d8 чёрная ладья · e8 чёрный король · f8 чёрный слон · h8 чёрная ладья · a7 чёрная пешка · d7 чёрный конь · e7 чёрный ферзь · f7 чёрная пешка · g7 чёрная пешка · h7 чёрная пешка · f6 чёрный конь · b5 белый слон · e5 чёрная пешка · g5 белый слон · e4 белая пешка · b3 белый ферзь · a2 белая пешка · b2 белая пешка · c2 белая пешка · f2 белая пешка · g2 белая пешка · h2 белая пешка · c1 белый король · d1 белая ладья · h1 белая ладья | d8 чёрная ладья · e8 чёрный король · f8 чёрный слон · h8 чёрная ладья · a7 чёрная пешка · d7 чёрный конь · e7 чёрный ферзь · f7 чёрная пешка · g7 чёрная пешка · h7 чёрная пешка · f6 чёрный конь · b5 белый слон · e5 чёрная пешка · g5 белый слон · e4 белая пешка · b3 белый ферзь · a2 белая пешка · b2 белая пешка · c2 белая пешка · f2 белая пешка · g2 белая пешка · h2 белая пешка · c1 белый король · d1 белая ладья · h1 белая ладья | d8 чёрная ладья · e8 чёрный король · f8 чёрный слон · h8 чёрная ладья · a7 чёрная пешка · d7 чёрный конь · e7 чёрный ферзь · f7 чёрная пешка · g7 чёрная пешка · h7 чёрная пешка · f6 чёрный конь · b5 белый слон · e5 чёрная пешка · g5 белый слон · e4 белая пешка · b3 белый ферзь · a2 белая пешка · b2 белая пешка · c2 белая пешка · f2 белая пешка · g2 белая пешка · h2 белая пешка · c1 белый король · d1 белая ладья · h1 белая ладья | d8 чёрная ладья · e8 чёрный король · f8 чёрный слон · h8 чёрная ладья · a7 чёрная пешка · d7 чёрный конь · e7 чёрный ферзь · f7 чёрная пешка · g7 чёрная пешка · h7 чёрная пешка · f6 чёрный конь · b5 белый слон · e5 чёрная пешка · g5 белый слон · e4 белая пешка · b3 белый ферзь · a2 белая пешка · b2 белая пешка · c2 белая пешка · f2 белая пешка · g2 белая пешка · h2 белая пешка · c1 белый король · d1 белая ладья · h1 белая ладья | d8 чёрная ладья · e8 чёрный король · f8 чёрный слон · h8 чёрная ладья · a7 чёрная пешка · d7 чёрный конь · e7 чёрный ферзь · f7 чёрная пешка · g7 чёрная пешка · h7 чёрная пешка · f6 чёрный конь · b5 белый слон · e5 чёрная пешка · g5 белый слон · e4 белая пешка · b3 белый ферзь · a2 белая пешка · b2 белая пешка · c2 белая пешка · f2 белая пешка · g2 белая пешка · h2 белая пешка · c1 белый король · d1 белая ладья · h1 белая ладья | d8 чёрная ладья · e8 чёрный король · f8 чёрный слон · h8 чёрная ладья · a7 чёрная пешка · d7 чёрный конь · e7 чёрный ферзь · f7 чёрная пешка · g7 чёрная пешка · h7 чёрная пешка · f6 чёрный конь · b5 белый слон · e5 чёрная пешка · g5 белый слон · e4 белая пешка · b3 белый ферзь · a2 белая пешка · b2 белая пешка · c2 белая пешка · f2 белая пешка · g2 белая пешка · h2 белая пешка · c1 белый король · d1 белая ладья · h1 белая ладья | d8 чёрная ладья · e8 чёрный король · f8 чёрный слон · h8 чёрная ладья · a7 чёрная пешка · d7 чёрный конь · e7 чёрный ферзь · f7 чёрная пешка · g7 чёрная пешка · h7 чёрная пешка · f6 чёрный конь · b5 белый слон · e5 чёрная пешка · g5 белый слон · e4 белая пешка · b3 белый ферзь · a2 белая пешка · b2 белая пешка · c2 белая пешка · f2 белая пешка · g2 белая пешка · h2 белая пешка · c1 белый король · d1 белая ладья · h1 белая ладья | d8 чёрная ладья · e8 чёрный король · f8 чёрный слон · h8 чёрная ладья · a7 чёрная пешка · d7 чёрный конь · e7 чёрный ферзь · f7 чёрная пешка · g7 чёрная пешка · h7 чёрная пешка · f6 чёрный конь · b5 белый слон · e5 чёрная пешка · g5 белый слон · e4 белая пешка · b3 белый ферзь · a2 белая пешка · b2 белая пешка · c2 белая пешка · f2 белая пешка · g2 белая пешка · h2 белая пешка · c1 белый король · d1 белая ладья · h1 белая ладья | 4 |
| 3 | d8 чёрная ладья · e8 чёрный король · f8 чёрный слон · h8 чёрная ладья · a7 чёрная пешка · d7 чёрный конь · e7 чёрный ферзь · f7 чёрная пешка · g7 чёрная пешка · h7 чёрная пешка · f6 чёрный конь · b5 белый слон · e5 чёрная пешка · g5 белый слон · e4 белая пешка · b3 белый ферзь · a2 белая пешка · b2 белая пешка · c2 белая пешка · f2 белая пешка · g2 белая пешка · h2 белая пешка · c1 белый король · d1 белая ладья · h1 белая ладья | d8 чёрная ладья · e8 чёрный король · f8 чёрный слон · h8 чёрная ладья · a7 чёрная пешка · d7 чёрный конь · e7 чёрный ферзь · f7 чёрная пешка · g7 чёрная пешка · h7 чёрная пешка · f6 чёрный конь · b5 белый слон · e5 чёрная пешка · g5 белый слон · e4 белая пешка · b3 белый ферзь · a2 белая пешка · b2 белая пешка · c2 белая пешка · f2 белая пешка · g2 белая пешка · h2 белая пешка · c1 белый король · d1 белая ладья · h1 белая ладья | d8 чёрная ладья · e8 чёрный король · f8 чёрный слон · h8 чёрная ладья · a7 чёрная пешка · d7 чёрный конь · e7 чёрный ферзь · f7 чёрная пешка · g7 чёрная пешка · h7 чёрная пешка · f6 чёрный конь · b5 белый слон · e5 чёрная пешка · g5 белый слон · e4 белая пешка · b3 белый ферзь · a2 белая пешка · b2 белая пешка · c2 белая пешка · f2 белая пешка · g2 белая пешка · h2 белая пешка · c1 белый король · d1 белая ладья · h1 белая ладья | d8 чёрная ладья · e8 чёрный король · f8 чёрный слон · h8 чёрная ладья · a7 чёрная пешка · d7 чёрный конь · e7 чёрный ферзь · f7 чёрная пешка · g7 чёрная пешка · h7 чёрная пешка · f6 чёрный конь · b5 белый слон · e5 чёрная пешка · g5 белый слон · e4 белая пешка · b3 белый ферзь · a2 белая пешка · b2 белая пешка · c2 белая пешка · f2 белая пешка · g2 белая пешка · h2 белая пешка · c1 белый король · d1 белая ладья · h1 белая ладья | d8 чёрная ладья · e8 чёрный король · f8 чёрный слон · h8 чёрная ладья · a7 чёрная пешка · d7 чёрный конь · e7 чёрный ферзь · f7 чёрная пешка · g7 чёрная пешка · h7 чёрная пешка · f6 чёрный конь · b5 белый слон · e5 чёрная пешка · g5 белый слон · e4 белая пешка · b3 белый ферзь · a2 белая пешка · b2 белая пешка · c2 белая пешка · f2 белая пешка · g2 белая пешка · h2 белая пешка · c1 белый король · d1 белая ладья · h1 белая ладья | d8 чёрная ладья · e8 чёрный король · f8 чёрный слон · h8 чёрная ладья · a7 чёрная пешка · d7 чёрный конь · e7 чёрный ферзь · f7 чёрная пешка · g7 чёрная пешка · h7 чёрная пешка · f6 чёрный конь · b5 белый слон · e5 чёрная пешка · g5 белый слон · e4 белая пешка · b3 белый ферзь · a2 белая пешка · b2 белая пешка · c2 белая пешка · f2 белая пешка · g2 белая пешка · h2 белая пешка · c1 белый король · d1 белая ладья · h1 белая ладья | d8 чёрная ладья · e8 чёрный король · f8 чёрный слон · h8 чёрная ладья · a7 чёрная пешка · d7 чёрный конь · e7 чёрный ферзь · f7 чёрная пешка · g7 чёрная пешка · h7 чёрная пешка · f6 чёрный конь · b5 белый слон · e5 чёрная пешка · g5 белый слон · e4 белая пешка · b3 белый ферзь · a2 белая пешка · b2 белая пешка · c2 белая пешка · f2 белая пешка · g2 белая пешка · h2 белая пешка · c1 белый король · d1 белая ладья · h1 белая ладья | d8 чёрная ладья · e8 чёрный король · f8 чёрный слон · h8 чёрная ладья · a7 чёрная пешка · d7 чёрный конь · e7 чёрный ферзь · f7 чёрная пешка · g7 чёрная пешка · h7 чёрная пешка · f6 чёрный конь · b5 белый слон · e5 чёрная пешка · g5 белый слон · e4 белая пешка · b3 белый ферзь · a2 белая пешка · b2 белая пешка · c2 белая пешка · f2 белая пешка · g2 белая пешка · h2 белая пешка · c1 белый король · d1 белая ладья · h1 белая ладья | 3 |
| 2 | d8 чёрная ладья · e8 чёрный король · f8 чёрный слон · h8 чёрная ладья · a7 чёрная пешка · d7 чёрный конь · e7 чёрный ферзь · f7 чёрная пешка · g7 чёрная пешка · h7 чёрная пешка · f6 чёрный конь · b5 белый слон · e5 чёрная пешка · g5 белый слон · e4 белая пешка · b3 белый ферзь · a2 белая пешка · b2 белая пешка · c2 белая пешка · f2 белая пешка · g2 белая пешка · h2 белая пешка · c1 белый король · d1 белая ладья · h1 белая ладья | d8 чёрная ладья · e8 чёрный король · f8 чёрный слон · h8 чёрная ладья · a7 чёрная пешка · d7 чёрный конь · e7 чёрный ферзь · f7 чёрная пешка · g7 чёрная пешка · h7 чёрная пешка · f6 чёрный конь · b5 белый слон · e5 чёрная пешка · g5 белый слон · e4 белая пешка · b3 белый ферзь · a2 белая пешка · b2 белая пешка · c2 белая пешка · f2 белая пешка · g2 белая пешка · h2 белая пешка · c1 белый король · d1 белая ладья · h1 белая ладья | d8 чёрная ладья · e8 чёрный король · f8 чёрный слон · h8 чёрная ладья · a7 чёрная пешка · d7 чёрный конь · e7 чёрный ферзь · f7 чёрная пешка · g7 чёрная пешка · h7 чёрная пешка · f6 чёрный конь · b5 белый слон · e5 чёрная пешка · g5 белый слон · e4 белая пешка · b3 белый ферзь · a2 белая пешка · b2 белая пешка · c2 белая пешка · f2 белая пешка · g2 белая пешка · h2 белая пешка · c1 белый король · d1 белая ладья · h1 белая ладья | d8 чёрная ладья · e8 чёрный король · f8 чёрный слон · h8 чёрная ладья · a7 чёрная пешка · d7 чёрный конь · e7 чёрный ферзь · f7 чёрная пешка · g7 чёрная пешка · h7 чёрная пешка · f6 чёрный конь · b5 белый слон · e5 чёрная пешка · g5 белый слон · e4 белая пешка · b3 белый ферзь · a2 белая пешка · b2 белая пешка · c2 белая пешка · f2 белая пешка · g2 белая пешка · h2 белая пешка · c1 белый король · d1 белая ладья · h1 белая ладья | d8 чёрная ладья · e8 чёрный король · f8 чёрный слон · h8 чёрная ладья · a7 чёрная пешка · d7 чёрный конь · e7 чёрный ферзь · f7 чёрная пешка · g7 чёрная пешка · h7 чёрная пешка · f6 чёрный конь · b5 белый слон · e5 чёрная пешка · g5 белый слон · e4 белая пешка · b3 белый ферзь · a2 белая пешка · b2 белая пешка · c2 белая пешка · f2 белая пешка · g2 белая пешка · h2 белая пешка · c1 белый король · d1 белая ладья · h1 белая ладья | d8 чёрная ладья · e8 чёрный король · f8 чёрный слон · h8 чёрная ладья · a7 чёрная пешка · d7 чёрный конь · e7 чёрный ферзь · f7 чёрная пешка · g7 чёрная пешка · h7 чёрная пешка · f6 чёрный конь · b5 белый слон · e5 чёрная пешка · g5 белый слон · e4 белая пешка · b3 белый ферзь · a2 белая пешка · b2 белая пешка · c2 белая пешка · f2 белая пешка · g2 белая пешка · h2 белая пешка · c1 белый король · d1 белая ладья · h1 белая ладья | d8 чёрная ладья · e8 чёрный король · f8 чёрный слон · h8 чёрная ладья · a7 чёрная пешка · d7 чёрный конь · e7 чёрный ферзь · f7 чёрная пешка · g7 чёрная пешка · h7 чёрная пешка · f6 чёрный конь · b5 белый слон · e5 чёрная пешка · g5 белый слон · e4 белая пешка · b3 белый ферзь · a2 белая пешка · b2 белая пешка · c2 белая пешка · f2 белая пешка · g2 белая пешка · h2 белая пешка · c1 белый король · d1 белая ладья · h1 белая ладья | d8 чёрная ладья · e8 чёрный король · f8 чёрный слон · h8 чёрная ладья · a7 чёрная пешка · d7 чёрный конь · e7 чёрный ферзь · f7 чёрная пешка · g7 чёрная пешка · h7 чёрная пешка · f6 чёрный конь · b5 белый слон · e5 чёрная пешка · g5 белый слон · e4 белая пешка · b3 белый ферзь · a2 белая пешка · b2 белая пешка · c2 белая пешка · f2 белая пешка · g2 белая пешка · h2 белая пешка · c1 белый король · d1 белая ладья · h1 белая ладья | 2 |
| 1 | d8 чёрная ладья · e8 чёрный король · f8 чёрный слон · h8 чёрная ладья · a7 чёрная пешка · d7 чёрный конь · e7 чёрный ферзь · f7 чёрная пешка · g7 чёрная пешка · h7 чёрная пешка · f6 чёрный конь · b5 белый слон · e5 чёрная пешка · g5 белый слон · e4 белая пешка · b3 белый ферзь · a2 белая пешка · b2 белая пешка · c2 белая пешка · f2 белая пешка · g2 белая пешка · h2 белая пешка · c1 белый король · d1 белая ладья · h1 белая ладья | d8 чёрная ладья · e8 чёрный король · f8 чёрный слон · h8 чёрная ладья · a7 чёрная пешка · d7 чёрный конь · e7 чёрный ферзь · f7 чёрная пешка · g7 чёрная пешка · h7 чёрная пешка · f6 чёрный конь · b5 белый слон · e5 чёрная пешка · g5 белый слон · e4 белая пешка · b3 белый ферзь · a2 белая пешка · b2 белая пешка · c2 белая пешка · f2 белая пешка · g2 белая пешка · h2 белая пешка · c1 белый король · d1 белая ладья · h1 белая ладья | d8 чёрная ладья · e8 чёрный король · f8 чёрный слон · h8 чёрная ладья · a7 чёрная пешка · d7 чёрный конь · e7 чёрный ферзь · f7 чёрная пешка · g7 чёрная пешка · h7 чёрная пешка · f6 чёрный конь · b5 белый слон · e5 чёрная пешка · g5 белый слон · e4 белая пешка · b3 белый ферзь · a2 белая пешка · b2 белая пешка · c2 белая пешка · f2 белая пешка · g2 белая пешка · h2 белая пешка · c1 белый король · d1 белая ладья · h1 белая ладья | d8 чёрная ладья · e8 чёрный король · f8 чёрный слон · h8 чёрная ладья · a7 чёрная пешка · d7 чёрный конь · e7 чёрный ферзь · f7 чёрная пешка · g7 чёрная пешка · h7 чёрная пешка · f6 чёрный конь · b5 белый слон · e5 чёрная пешка · g5 белый слон · e4 белая пешка · b3 белый ферзь · a2 белая пешка · b2 белая пешка · c2 белая пешка · f2 белая пешка · g2 белая пешка · h2 белая пешка · c1 белый король · d1 белая ладья · h1 белая ладья | d8 чёрная ладья · e8 чёрный король · f8 чёрный слон · h8 чёрная ладья · a7 чёрная пешка · d7 чёрный конь · e7 чёрный ферзь · f7 чёрная пешка · g7 чёрная пешка · h7 чёрная пешка · f6 чёрный конь · b5 белый слон · e5 чёрная пешка · g5 белый слон · e4 белая пешка · b3 белый ферзь · a2 белая пешка · b2 белая пешка · c2 белая пешка · f2 белая пешка · g2 белая пешка · h2 белая пешка · c1 белый король · d1 белая ладья · h1 белая ладья | d8 чёрная ладья · e8 чёрный король · f8 чёрный слон · h8 чёрная ладья · a7 чёрная пешка · d7 чёрный конь · e7 чёрный ферзь · f7 чёрная пешка · g7 чёрная пешка · h7 чёрная пешка · f6 чёрный конь · b5 белый слон · e5 чёрная пешка · g5 белый слон · e4 белая пешка · b3 белый ферзь · a2 белая пешка · b2 белая пешка · c2 белая пешка · f2 белая пешка · g2 белая пешка · h2 белая пешка · c1 белый король · d1 белая ладья · h1 белая ладья | d8 чёрная ладья · e8 чёрный король · f8 чёрный слон · h8 чёрная ладья · a7 чёрная пешка · d7 чёрный конь · e7 чёрный ферзь · f7 чёрная пешка · g7 чёрная пешка · h7 чёрная пешка · f6 чёрный конь · b5 белый слон · e5 чёрная пешка · g5 белый слон · e4 белая пешка · b3 белый ферзь · a2 белая пешка · b2 белая пешка · c2 белая пешка · f2 белая пешка · g2 белая пешка · h2 белая пешка · c1 белый король · d1 белая ладья · h1 белая ладья | d8 чёрная ладья · e8 чёрный король · f8 чёрный слон · h8 чёрная ладья · a7 чёрная пешка · d7 чёрный конь · e7 чёрный ферзь · f7 чёрная пешка · g7 чёрная пешка · h7 чёрная пешка · f6 чёрный конь · b5 белый слон · e5 чёрная пешка · g5 белый слон · e4 белая пешка · b3 белый ферзь · a2 белая пешка · b2 белая пешка · c2 белая пешка · f2 белая пешка · g2 белая пешка · h2 белая пешка · c1 белый король · d1 белая ладья · h1 белая ладья | 1 |
|   | a | b | c | d | e | f | g | h |   |

11. С:b5+ Кbd7 12. 0-0-0
Особенности позиции в виде связанного слоном коня и открытой линии для белой ладьи приведут чёрных к поражению.
12. … Лd8 (диаграмма) 13. Л:d7 Л:d7
Уничтожая ещё одного защитника.
14. Лd1
Сравните активность белых фигур с бездействием чёрных. В этой позиции чёрная ладья уже не может быть спасена, потому что она связана слоном и атакована ладьёй, и хотя конь её защищает, он сам прикрывает ферзя, поэтому белые могут получить материальное преимущество прямо сейчас.
14. … Фe6
Это бесполезная попытка развязать коня, позволив ему полноценно защищать ладью, и предложение разменять ферзей, чтобы снизить давление атаки белых. Если бы Морфи не сыграл свой следующий решающий ход, он мог бы разменять слона на коня и взять ладью.
15. С:d7+ К:d7
|   | a | b | c | d | e | f | g | h |   |
| - | --- | --- | --- | --- | --- | --- | --- | --- | - |
| 8 | b8 чёрный конь · d8 белая ладья · e8 чёрный король · f8 чёрный слон · h8 чёрная ладья · a7 чёрная пешка · f7 чёрная пешка · g7 чёрная пешка · h7 чёрная пешка · e6 чёрный ферзь · e5 чёрная пешка · g5 белый слон · e4 белая пешка · a2 белая пешка · b2 белая пешка · c2 белая пешка · f2 белая пешка · g2 белая пешка · h2 белая пешка · c1 белый король | b8 чёрный конь · d8 белая ладья · e8 чёрный король · f8 чёрный слон · h8 чёрная ладья · a7 чёрная пешка · f7 чёрная пешка · g7 чёрная пешка · h7 чёрная пешка · e6 чёрный ферзь · e5 чёрная пешка · g5 белый слон · e4 белая пешка · a2 белая пешка · b2 белая пешка · c2 белая пешка · f2 белая пешка · g2 белая пешка · h2 белая пешка · c1 белый король | b8 чёрный конь · d8 белая ладья · e8 чёрный король · f8 чёрный слон · h8 чёрная ладья · a7 чёрная пешка · f7 чёрная пешка · g7 чёрная пешка · h7 чёрная пешка · e6 чёрный ферзь · e5 чёрная пешка · g5 белый слон · e4 белая пешка · a2 белая пешка · b2 белая пешка · c2 белая пешка · f2 белая пешка · g2 белая пешка · h2 белая пешка · c1 белый король | b8 чёрный конь · d8 белая ладья · e8 чёрный король · f8 чёрный слон · h8 чёрная ладья · a7 чёрная пешка · f7 чёрная пешка · g7 чёрная пешка · h7 чёрная пешка · e6 чёрный ферзь · e5 чёрная пешка · g5 белый слон · e4 белая пешка · a2 белая пешка · b2 белая пешка · c2 белая пешка · f2 белая пешка · g2 белая пешка · h2 белая пешка · c1 белый король | b8 чёрный конь · d8 белая ладья · e8 чёрный король · f8 чёрный слон · h8 чёрная ладья · a7 чёрная пешка · f7 чёрная пешка · g7 чёрная пешка · h7 чёрная пешка · e6 чёрный ферзь · e5 чёрная пешка · g5 белый слон · e4 белая пешка · a2 белая пешка · b2 белая пешка · c2 белая пешка · f2 белая пешка · g2 белая пешка · h2 белая пешка · c1 белый король | b8 чёрный конь · d8 белая ладья · e8 чёрный король · f8 чёрный слон · h8 чёрная ладья · a7 чёрная пешка · f7 чёрная пешка · g7 чёрная пешка · h7 чёрная пешка · e6 чёрный ферзь · e5 чёрная пешка · g5 белый слон · e4 белая пешка · a2 белая пешка · b2 белая пешка · c2 белая пешка · f2 белая пешка · g2 белая пешка · h2 белая пешка · c1 белый король | b8 чёрный конь · d8 белая ладья · e8 чёрный король · f8 чёрный слон · h8 чёрная ладья · a7 чёрная пешка · f7 чёрная пешка · g7 чёрная пешка · h7 чёрная пешка · e6 чёрный ферзь · e5 чёрная пешка · g5 белый слон · e4 белая пешка · a2 белая пешка · b2 белая пешка · c2 белая пешка · f2 белая пешка · g2 белая пешка · h2 белая пешка · c1 белый король | b8 чёрный конь · d8 белая ладья · e8 чёрный король · f8 чёрный слон · h8 чёрная ладья · a7 чёрная пешка · f7 чёрная пешка · g7 чёрная пешка · h7 чёрная пешка · e6 чёрный ферзь · e5 чёрная пешка · g5 белый слон · e4 белая пешка · a2 белая пешка · b2 белая пешка · c2 белая пешка · f2 белая пешка · g2 белая пешка · h2 белая пешка · c1 белый король | 8 |
| 7 | b8 чёрный конь · d8 белая ладья · e8 чёрный король · f8 чёрный слон · h8 чёрная ладья · a7 чёрная пешка · f7 чёрная пешка · g7 чёрная пешка · h7 чёрная пешка · e6 чёрный ферзь · e5 чёрная пешка · g5 белый слон · e4 белая пешка · a2 белая пешка · b2 белая пешка · c2 белая пешка · f2 белая пешка · g2 белая пешка · h2 белая пешка · c1 белый король | b8 чёрный конь · d8 белая ладья · e8 чёрный король · f8 чёрный слон · h8 чёрная ладья · a7 чёрная пешка · f7 чёрная пешка · g7 чёрная пешка · h7 чёрная пешка · e6 чёрный ферзь · e5 чёрная пешка · g5 белый слон · e4 белая пешка · a2 белая пешка · b2 белая пешка · c2 белая пешка · f2 белая пешка · g2 белая пешка · h2 белая пешка · c1 белый король | b8 чёрный конь · d8 белая ладья · e8 чёрный король · f8 чёрный слон · h8 чёрная ладья · a7 чёрная пешка · f7 чёрная пешка · g7 чёрная пешка · h7 чёрная пешка · e6 чёрный ферзь · e5 чёрная пешка · g5 белый слон · e4 белая пешка · a2 белая пешка · b2 белая пешка · c2 белая пешка · f2 белая пешка · g2 белая пешка · h2 белая пешка · c1 белый король | b8 чёрный конь · d8 белая ладья · e8 чёрный король · f8 чёрный слон · h8 чёрная ладья · a7 чёрная пешка · f7 чёрная пешка · g7 чёрная пешка · h7 чёрная пешка · e6 чёрный ферзь · e5 чёрная пешка · g5 белый слон · e4 белая пешка · a2 белая пешка · b2 белая пешка · c2 белая пешка · f2 белая пешка · g2 белая пешка · h2 белая пешка · c1 белый король | b8 чёрный конь · d8 белая ладья · e8 чёрный король · f8 чёрный слон · h8 чёрная ладья · a7 чёрная пешка · f7 чёрная пешка · g7 чёрная пешка · h7 чёрная пешка · e6 чёрный ферзь · e5 чёрная пешка · g5 белый слон · e4 белая пешка · a2 белая пешка · b2 белая пешка · c2 белая пешка · f2 белая пешка · g2 белая пешка · h2 белая пешка · c1 белый король | b8 чёрный конь · d8 белая ладья · e8 чёрный король · f8 чёрный слон · h8 чёрная ладья · a7 чёрная пешка · f7 чёрная пешка · g7 чёрная пешка · h7 чёрная пешка · e6 чёрный ферзь · e5 чёрная пешка · g5 белый слон · e4 белая пешка · a2 белая пешка · b2 белая пешка · c2 белая пешка · f2 белая пешка · g2 белая пешка · h2 белая пешка · c1 белый король | b8 чёрный конь · d8 белая ладья · e8 чёрный король · f8 чёрный слон · h8 чёрная ладья · a7 чёрная пешка · f7 чёрная пешка · g7 чёрная пешка · h7 чёрная пешка · e6 чёрный ферзь · e5 чёрная пешка · g5 белый слон · e4 белая пешка · a2 белая пешка · b2 белая пешка · c2 белая пешка · f2 белая пешка · g2 белая пешка · h2 белая пешка · c1 белый король | b8 чёрный конь · d8 белая ладья · e8 чёрный король · f8 чёрный слон · h8 чёрная ладья · a7 чёрная пешка · f7 чёрная пешка · g7 чёрная пешка · h7 чёрная пешка · e6 чёрный ферзь · e5 чёрная пешка · g5 белый слон · e4 белая пешка · a2 белая пешка · b2 белая пешка · c2 белая пешка · f2 белая пешка · g2 белая пешка · h2 белая пешка · c1 белый король | 7 |
| 6 | b8 чёрный конь · d8 белая ладья · e8 чёрный король · f8 чёрный слон · h8 чёрная ладья · a7 чёрная пешка · f7 чёрная пешка · g7 чёрная пешка · h7 чёрная пешка · e6 чёрный ферзь · e5 чёрная пешка · g5 белый слон · e4 белая пешка · a2 белая пешка · b2 белая пешка · c2 белая пешка · f2 белая пешка · g2 белая пешка · h2 белая пешка · c1 белый король | b8 чёрный конь · d8 белая ладья · e8 чёрный король · f8 чёрный слон · h8 чёрная ладья · a7 чёрная пешка · f7 чёрная пешка · g7 чёрная пешка · h7 чёрная пешка · e6 чёрный ферзь · e5 чёрная пешка · g5 белый слон · e4 белая пешка · a2 белая пешка · b2 белая пешка · c2 белая пешка · f2 белая пешка · g2 белая пешка · h2 белая пешка · c1 белый король | b8 чёрный конь · d8 белая ладья · e8 чёрный король · f8 чёрный слон · h8 чёрная ладья · a7 чёрная пешка · f7 чёрная пешка · g7 чёрная пешка · h7 чёрная пешка · e6 чёрный ферзь · e5 чёрная пешка · g5 белый слон · e4 белая пешка · a2 белая пешка · b2 белая пешка · c2 белая пешка · f2 белая пешка · g2 белая пешка · h2 белая пешка · c1 белый король | b8 чёрный конь · d8 белая ладья · e8 чёрный король · f8 чёрный слон · h8 чёрная ладья · a7 чёрная пешка · f7 чёрная пешка · g7 чёрная пешка · h7 чёрная пешка · e6 чёрный ферзь · e5 чёрная пешка · g5 белый слон · e4 белая пешка · a2 белая пешка · b2 белая пешка · c2 белая пешка · f2 белая пешка · g2 белая пешка · h2 белая пешка · c1 белый король | b8 чёрный конь · d8 белая ладья · e8 чёрный король · f8 чёрный слон · h8 чёрная ладья · a7 чёрная пешка · f7 чёрная пешка · g7 чёрная пешка · h7 чёрная пешка · e6 чёрный ферзь · e5 чёрная пешка · g5 белый слон · e4 белая пешка · a2 белая пешка · b2 белая пешка · c2 белая пешка · f2 белая пешка · g2 белая пешка · h2 белая пешка · c1 белый король | b8 чёрный конь · d8 белая ладья · e8 чёрный король · f8 чёрный слон · h8 чёрная ладья · a7 чёрная пешка · f7 чёрная пешка · g7 чёрная пешка · h7 чёрная пешка · e6 чёрный ферзь · e5 чёрная пешка · g5 белый слон · e4 белая пешка · a2 белая пешка · b2 белая пешка · c2 белая пешка · f2 белая пешка · g2 белая пешка · h2 белая пешка · c1 белый король | b8 чёрный конь · d8 белая ладья · e8 чёрный король · f8 чёрный слон · h8 чёрная ладья · a7 чёрная пешка · f7 чёрная пешка · g7 чёрная пешка · h7 чёрная пешка · e6 чёрный ферзь · e5 чёрная пешка · g5 белый слон · e4 белая пешка · a2 белая пешка · b2 белая пешка · c2 белая пешка · f2 белая пешка · g2 белая пешка · h2 белая пешка · c1 белый король | b8 чёрный конь · d8 белая ладья · e8 чёрный король · f8 чёрный слон · h8 чёрная ладья · a7 чёрная пешка · f7 чёрная пешка · g7 чёрная пешка · h7 чёрная пешка · e6 чёрный ферзь · e5 чёрная пешка · g5 белый слон · e4 белая пешка · a2 белая пешка · b2 белая пешка · c2 белая пешка · f2 белая пешка · g2 белая пешка · h2 белая пешка · c1 белый король | 6 |
| 5 | b8 чёрный конь · d8 белая ладья · e8 чёрный король · f8 чёрный слон · h8 чёрная ладья · a7 чёрная пешка · f7 чёрная пешка · g7 чёрная пешка · h7 чёрная пешка · e6 чёрный ферзь · e5 чёрная пешка · g5 белый слон · e4 белая пешка · a2 белая пешка · b2 белая пешка · c2 белая пешка · f2 белая пешка · g2 белая пешка · h2 белая пешка · c1 белый король | b8 чёрный конь · d8 белая ладья · e8 чёрный король · f8 чёрный слон · h8 чёрная ладья · a7 чёрная пешка · f7 чёрная пешка · g7 чёрная пешка · h7 чёрная пешка · e6 чёрный ферзь · e5 чёрная пешка · g5 белый слон · e4 белая пешка · a2 белая пешка · b2 белая пешка · c2 белая пешка · f2 белая пешка · g2 белая пешка · h2 белая пешка · c1 белый король | b8 чёрный конь · d8 белая ладья · e8 чёрный король · f8 чёрный слон · h8 чёрная ладья · a7 чёрная пешка · f7 чёрная пешка · g7 чёрная пешка · h7 чёрная пешка · e6 чёрный ферзь · e5 чёрная пешка · g5 белый слон · e4 белая пешка · a2 белая пешка · b2 белая пешка · c2 белая пешка · f2 белая пешка · g2 белая пешка · h2 белая пешка · c1 белый король | b8 чёрный конь · d8 белая ладья · e8 чёрный король · f8 чёрный слон · h8 чёрная ладья · a7 чёрная пешка · f7 чёрная пешка · g7 чёрная пешка · h7 чёрная пешка · e6 чёрный ферзь · e5 чёрная пешка · g5 белый слон · e4 белая пешка · a2 белая пешка · b2 белая пешка · c2 белая пешка · f2 белая пешка · g2 белая пешка · h2 белая пешка · c1 белый король | b8 чёрный конь · d8 белая ладья · e8 чёрный король · f8 чёрный слон · h8 чёрная ладья · a7 чёрная пешка · f7 чёрная пешка · g7 чёрная пешка · h7 чёрная пешка · e6 чёрный ферзь · e5 чёрная пешка · g5 белый слон · e4 белая пешка · a2 белая пешка · b2 белая пешка · c2 белая пешка · f2 белая пешка · g2 белая пешка · h2 белая пешка · c1 белый король | b8 чёрный конь · d8 белая ладья · e8 чёрный король · f8 чёрный слон · h8 чёрная ладья · a7 чёрная пешка · f7 чёрная пешка · g7 чёрная пешка · h7 чёрная пешка · e6 чёрный ферзь · e5 чёрная пешка · g5 белый слон · e4 белая пешка · a2 белая пешка · b2 белая пешка · c2 белая пешка · f2 белая пешка · g2 белая пешка · h2 белая пешка · c1 белый король | b8 чёрный конь · d8 белая ладья · e8 чёрный король · f8 чёрный слон · h8 чёрная ладья · a7 чёрная пешка · f7 чёрная пешка · g7 чёрная пешка · h7 чёрная пешка · e6 чёрный ферзь · e5 чёрная пешка · g5 белый слон · e4 белая пешка · a2 белая пешка · b2 белая пешка · c2 белая пешка · f2 белая пешка · g2 белая пешка · h2 белая пешка · c1 белый король | b8 чёрный конь · d8 белая ладья · e8 чёрный король · f8 чёрный слон · h8 чёрная ладья · a7 чёрная пешка · f7 чёрная пешка · g7 чёрная пешка · h7 чёрная пешка · e6 чёрный ферзь · e5 чёрная пешка · g5 белый слон · e4 белая пешка · a2 белая пешка · b2 белая пешка · c2 белая пешка · f2 белая пешка · g2 белая пешка · h2 белая пешка · c1 белый король | 5 |
| 4 | b8 чёрный конь · d8 белая ладья · e8 чёрный король · f8 чёрный слон · h8 чёрная ладья · a7 чёрная пешка · f7 чёрная пешка · g7 чёрная пешка · h7 чёрная пешка · e6 чёрный ферзь · e5 чёрная пешка · g5 белый слон · e4 белая пешка · a2 белая пешка · b2 белая пешка · c2 белая пешка · f2 белая пешка · g2 белая пешка · h2 белая пешка · c1 белый король | b8 чёрный конь · d8 белая ладья · e8 чёрный король · f8 чёрный слон · h8 чёрная ладья · a7 чёрная пешка · f7 чёрная пешка · g7 чёрная пешка · h7 чёрная пешка · e6 чёрный ферзь · e5 чёрная пешка · g5 белый слон · e4 белая пешка · a2 белая пешка · b2 белая пешка · c2 белая пешка · f2 белая пешка · g2 белая пешка · h2 белая пешка · c1 белый король | b8 чёрный конь · d8 белая ладья · e8 чёрный король · f8 чёрный слон · h8 чёрная ладья · a7 чёрная пешка · f7 чёрная пешка · g7 чёрная пешка · h7 чёрная пешка · e6 чёрный ферзь · e5 чёрная пешка · g5 белый слон · e4 белая пешка · a2 белая пешка · b2 белая пешка · c2 белая пешка · f2 белая пешка · g2 белая пешка · h2 белая пешка · c1 белый король | b8 чёрный конь · d8 белая ладья · e8 чёрный король · f8 чёрный слон · h8 чёрная ладья · a7 чёрная пешка · f7 чёрная пешка · g7 чёрная пешка · h7 чёрная пешка · e6 чёрный ферзь · e5 чёрная пешка · g5 белый слон · e4 белая пешка · a2 белая пешка · b2 белая пешка · c2 белая пешка · f2 белая пешка · g2 белая пешка · h2 белая пешка · c1 белый король | b8 чёрный конь · d8 белая ладья · e8 чёрный король · f8 чёрный слон · h8 чёрная ладья · a7 чёрная пешка · f7 чёрная пешка · g7 чёрная пешка · h7 чёрная пешка · e6 чёрный ферзь · e5 чёрная пешка · g5 белый слон · e4 белая пешка · a2 белая пешка · b2 белая пешка · c2 белая пешка · f2 белая пешка · g2 белая пешка · h2 белая пешка · c1 белый король | b8 чёрный конь · d8 белая ладья · e8 чёрный король · f8 чёрный слон · h8 чёрная ладья · a7 чёрная пешка · f7 чёрная пешка · g7 чёрная пешка · h7 чёрная пешка · e6 чёрный ферзь · e5 чёрная пешка · g5 белый слон · e4 белая пешка · a2 белая пешка · b2 белая пешка · c2 белая пешка · f2 белая пешка · g2 белая пешка · h2 белая пешка · c1 белый король | b8 чёрный конь · d8 белая ладья · e8 чёрный король · f8 чёрный слон · h8 чёрная ладья · a7 чёрная пешка · f7 чёрная пешка · g7 чёрная пешка · h7 чёрная пешка · e6 чёрный ферзь · e5 чёрная пешка · g5 белый слон · e4 белая пешка · a2 белая пешка · b2 белая пешка · c2 белая пешка · f2 белая пешка · g2 белая пешка · h2 белая пешка · c1 белый король | b8 чёрный конь · d8 белая ладья · e8 чёрный король · f8 чёрный слон · h8 чёрная ладья · a7 чёрная пешка · f7 чёрная пешка · g7 чёрная пешка · h7 чёрная пешка · e6 чёрный ферзь · e5 чёрная пешка · g5 белый слон · e4 белая пешка · a2 белая пешка · b2 белая пешка · c2 белая пешка · f2 белая пешка · g2 белая пешка · h2 белая пешка · c1 белый король | 4 |
| 3 | b8 чёрный конь · d8 белая ладья · e8 чёрный король · f8 чёрный слон · h8 чёрная ладья · a7 чёрная пешка · f7 чёрная пешка · g7 чёрная пешка · h7 чёрная пешка · e6 чёрный ферзь · e5 чёрная пешка · g5 белый слон · e4 белая пешка · a2 белая пешка · b2 белая пешка · c2 белая пешка · f2 белая пешка · g2 белая пешка · h2 белая пешка · c1 белый король | b8 чёрный конь · d8 белая ладья · e8 чёрный король · f8 чёрный слон · h8 чёрная ладья · a7 чёрная пешка · f7 чёрная пешка · g7 чёрная пешка · h7 чёрная пешка · e6 чёрный ферзь · e5 чёрная пешка · g5 белый слон · e4 белая пешка · a2 белая пешка · b2 белая пешка · c2 белая пешка · f2 белая пешка · g2 белая пешка · h2 белая пешка · c1 белый король | b8 чёрный конь · d8 белая ладья · e8 чёрный король · f8 чёрный слон · h8 чёрная ладья · a7 чёрная пешка · f7 чёрная пешка · g7 чёрная пешка · h7 чёрная пешка · e6 чёрный ферзь · e5 чёрная пешка · g5 белый слон · e4 белая пешка · a2 белая пешка · b2 белая пешка · c2 белая пешка · f2 белая пешка · g2 белая пешка · h2 белая пешка · c1 белый король | b8 чёрный конь · d8 белая ладья · e8 чёрный король · f8 чёрный слон · h8 чёрная ладья · a7 чёрная пешка · f7 чёрная пешка · g7 чёрная пешка · h7 чёрная пешка · e6 чёрный ферзь · e5 чёрная пешка · g5 белый слон · e4 белая пешка · a2 белая пешка · b2 белая пешка · c2 белая пешка · f2 белая пешка · g2 белая пешка · h2 белая пешка · c1 белый король | b8 чёрный конь · d8 белая ладья · e8 чёрный король · f8 чёрный слон · h8 чёрная ладья · a7 чёрная пешка · f7 чёрная пешка · g7 чёрная пешка · h7 чёрная пешка · e6 чёрный ферзь · e5 чёрная пешка · g5 белый слон · e4 белая пешка · a2 белая пешка · b2 белая пешка · c2 белая пешка · f2 белая пешка · g2 белая пешка · h2 белая пешка · c1 белый король | b8 чёрный конь · d8 белая ладья · e8 чёрный король · f8 чёрный слон · h8 чёрная ладья · a7 чёрная пешка · f7 чёрная пешка · g7 чёрная пешка · h7 чёрная пешка · e6 чёрный ферзь · e5 чёрная пешка · g5 белый слон · e4 белая пешка · a2 белая пешка · b2 белая пешка · c2 белая пешка · f2 белая пешка · g2 белая пешка · h2 белая пешка · c1 белый король | b8 чёрный конь · d8 белая ладья · e8 чёрный король · f8 чёрный слон · h8 чёрная ладья · a7 чёрная пешка · f7 чёрная пешка · g7 чёрная пешка · h7 чёрная пешка · e6 чёрный ферзь · e5 чёрная пешка · g5 белый слон · e4 белая пешка · a2 белая пешка · b2 белая пешка · c2 белая пешка · f2 белая пешка · g2 белая пешка · h2 белая пешка · c1 белый король | b8 чёрный конь · d8 белая ладья · e8 чёрный король · f8 чёрный слон · h8 чёрная ладья · a7 чёрная пешка · f7 чёрная пешка · g7 чёрная пешка · h7 чёрная пешка · e6 чёрный ферзь · e5 чёрная пешка · g5 белый слон · e4 белая пешка · a2 белая пешка · b2 белая пешка · c2 белая пешка · f2 белая пешка · g2 белая пешка · h2 белая пешка · c1 белый король | 3 |
| 2 | b8 чёрный конь · d8 белая ладья · e8 чёрный король · f8 чёрный слон · h8 чёрная ладья · a7 чёрная пешка · f7 чёрная пешка · g7 чёрная пешка · h7 чёрная пешка · e6 чёрный ферзь · e5 чёрная пешка · g5 белый слон · e4 белая пешка · a2 белая пешка · b2 белая пешка · c2 белая пешка · f2 белая пешка · g2 белая пешка · h2 белая пешка · c1 белый король | b8 чёрный конь · d8 белая ладья · e8 чёрный король · f8 чёрный слон · h8 чёрная ладья · a7 чёрная пешка · f7 чёрная пешка · g7 чёрная пешка · h7 чёрная пешка · e6 чёрный ферзь · e5 чёрная пешка · g5 белый слон · e4 белая пешка · a2 белая пешка · b2 белая пешка · c2 белая пешка · f2 белая пешка · g2 белая пешка · h2 белая пешка · c1 белый король | b8 чёрный конь · d8 белая ладья · e8 чёрный король · f8 чёрный слон · h8 чёрная ладья · a7 чёрная пешка · f7 чёрная пешка · g7 чёрная пешка · h7 чёрная пешка · e6 чёрный ферзь · e5 чёрная пешка · g5 белый слон · e4 белая пешка · a2 белая пешка · b2 белая пешка · c2 белая пешка · f2 белая пешка · g2 белая пешка · h2 белая пешка · c1 белый король | b8 чёрный конь · d8 белая ладья · e8 чёрный король · f8 чёрный слон · h8 чёрная ладья · a7 чёрная пешка · f7 чёрная пешка · g7 чёрная пешка · h7 чёрная пешка · e6 чёрный ферзь · e5 чёрная пешка · g5 белый слон · e4 белая пешка · a2 белая пешка · b2 белая пешка · c2 белая пешка · f2 белая пешка · g2 белая пешка · h2 белая пешка · c1 белый король | b8 чёрный конь · d8 белая ладья · e8 чёрный король · f8 чёрный слон · h8 чёрная ладья · a7 чёрная пешка · f7 чёрная пешка · g7 чёрная пешка · h7 чёрная пешка · e6 чёрный ферзь · e5 чёрная пешка · g5 белый слон · e4 белая пешка · a2 белая пешка · b2 белая пешка · c2 белая пешка · f2 белая пешка · g2 белая пешка · h2 белая пешка · c1 белый король | b8 чёрный конь · d8 белая ладья · e8 чёрный король · f8 чёрный слон · h8 чёрная ладья · a7 чёрная пешка · f7 чёрная пешка · g7 чёрная пешка · h7 чёрная пешка · e6 чёрный ферзь · e5 чёрная пешка · g5 белый слон · e4 белая пешка · a2 белая пешка · b2 белая пешка · c2 белая пешка · f2 белая пешка · g2 белая пешка · h2 белая пешка · c1 белый король | b8 чёрный конь · d8 белая ладья · e8 чёрный король · f8 чёрный слон · h8 чёрная ладья · a7 чёрная пешка · f7 чёрная пешка · g7 чёрная пешка · h7 чёрная пешка · e6 чёрный ферзь · e5 чёрная пешка · g5 белый слон · e4 белая пешка · a2 белая пешка · b2 белая пешка · c2 белая пешка · f2 белая пешка · g2 белая пешка · h2 белая пешка · c1 белый король | b8 чёрный конь · d8 белая ладья · e8 чёрный король · f8 чёрный слон · h8 чёрная ладья · a7 чёрная пешка · f7 чёрная пешка · g7 чёрная пешка · h7 чёрная пешка · e6 чёрный ферзь · e5 чёрная пешка · g5 белый слон · e4 белая пешка · a2 белая пешка · b2 белая пешка · c2 белая пешка · f2 белая пешка · g2 белая пешка · h2 белая пешка · c1 белый король | 2 |
| 1 | b8 чёрный конь · d8 белая ладья · e8 чёрный король · f8 чёрный слон · h8 чёрная ладья · a7 чёрная пешка · f7 чёрная пешка · g7 чёрная пешка · h7 чёрная пешка · e6 чёрный ферзь · e5 чёрная пешка · g5 белый слон · e4 белая пешка · a2 белая пешка · b2 белая пешка · c2 белая пешка · f2 белая пешка · g2 белая пешка · h2 белая пешка · c1 белый король | b8 чёрный конь · d8 белая ладья · e8 чёрный король · f8 чёрный слон · h8 чёрная ладья · a7 чёрная пешка · f7 чёрная пешка · g7 чёрная пешка · h7 чёрная пешка · e6 чёрный ферзь · e5 чёрная пешка · g5 белый слон · e4 белая пешка · a2 белая пешка · b2 белая пешка · c2 белая пешка · f2 белая пешка · g2 белая пешка · h2 белая пешка · c1 белый король | b8 чёрный конь · d8 белая ладья · e8 чёрный король · f8 чёрный слон · h8 чёрная ладья · a7 чёрная пешка · f7 чёрная пешка · g7 чёрная пешка · h7 чёрная пешка · e6 чёрный ферзь · e5 чёрная пешка · g5 белый слон · e4 белая пешка · a2 белая пешка · b2 белая пешка · c2 белая пешка · f2 белая пешка · g2 белая пешка · h2 белая пешка · c1 белый король | b8 чёрный конь · d8 белая ладья · e8 чёрный король · f8 чёрный слон · h8 чёрная ладья · a7 чёрная пешка · f7 чёрная пешка · g7 чёрная пешка · h7 чёрная пешка · e6 чёрный ферзь · e5 чёрная пешка · g5 белый слон · e4 белая пешка · a2 белая пешка · b2 белая пешка · c2 белая пешка · f2 белая пешка · g2 белая пешка · h2 белая пешка · c1 белый король | b8 чёрный конь · d8 белая ладья · e8 чёрный король · f8 чёрный слон · h8 чёрная ладья · a7 чёрная пешка · f7 чёрная пешка · g7 чёрная пешка · h7 чёрная пешка · e6 чёрный ферзь · e5 чёрная пешка · g5 белый слон · e4 белая пешка · a2 белая пешка · b2 белая пешка · c2 белая пешка · f2 белая пешка · g2 белая пешка · h2 белая пешка · c1 белый король | b8 чёрный конь · d8 белая ладья · e8 чёрный король · f8 чёрный слон · h8 чёрная ладья · a7 чёрная пешка · f7 чёрная пешка · g7 чёрная пешка · h7 чёрная пешка · e6 чёрный ферзь · e5 чёрная пешка · g5 белый слон · e4 белая пешка · a2 белая пешка · b2 белая пешка · c2 белая пешка · f2 белая пешка · g2 белая пешка · h2 белая пешка · c1 белый король | b8 чёрный конь · d8 белая ладья · e8 чёрный король · f8 чёрный слон · h8 чёрная ладья · a7 чёрная пешка · f7 чёрная пешка · g7 чёрная пешка · h7 чёрная пешка · e6 чёрный ферзь · e5 чёрная пешка · g5 белый слон · e4 белая пешка · a2 белая пешка · b2 белая пешка · c2 белая пешка · f2 белая пешка · g2 белая пешка · h2 белая пешка · c1 белый король | b8 чёрный конь · d8 белая ладья · e8 чёрный король · f8 чёрный слон · h8 чёрная ладья · a7 чёрная пешка · f7 чёрная пешка · g7 чёрная пешка · h7 чёрная пешка · e6 чёрный ферзь · e5 чёрная пешка · g5 белый слон · e4 белая пешка · a2 белая пешка · b2 белая пешка · c2 белая пешка · f2 белая пешка · g2 белая пешка · h2 белая пешка · c1 белый король | 1 |
|   | a | b | c | d | e | f | g | h |   |

Если … Ф:d7, тогда 16. Фb8+ Крe7 17. Ф:e5+ Крd8 18. С:f6+ gf 19. Ф:f6+ Крc8 20. Л:d7 Кр: d7 21. Ф:h8 и белые выигрывают. Если же будет ход королём, то это ведёт к мату: 15… Крd8 16. Фb8+ Крe7 17. Фe8× или 15… Крe7 16. Фb4+ Фd6 (если 16… Крd8, то см.выше) 17. Ф:d6+ Крd8 18. Фb8+ Крe7 19.Фe8×
16. Фb8+!
Морфи завершает партию элегантной жертвой ферзя.
16. … К:b8 17. Лd8×